# Liste des œuvres de Jean Piaget

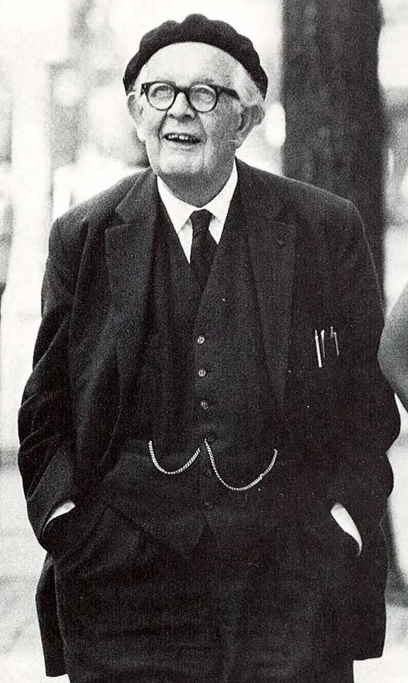
Jean Piaget (1896-1980).

La Liste des œuvres de Jean Piaget (1896-1980), universitaire suisse, psychologue, philosophe, biologiste, logicien, épistémologue et fondateur de l'épistémologie génétique, compte les travaux présentés ci-dessous.
Voici la liste de ses ouvrages, publications, études, des ouvrages et études sur son œuvre, et des sources ayant aidé à rédiger l'article,, :

## Livres
- 1915. La mission de l'idée, La Concorde
- 1918. Recherche, La Concorde
- 1923. Le langage et la pensée chez l'enfant, Delachaux et Niestlé
- 1924. Le jugement et le raisonnement chez l'enfant, Delachaux et Niestlé
- 1926. La représentation du monde chez l'enfant, Félix Alcan
- 1927. La causalité physique chez l'enfant, Félix Alcan
- 1932. Le jugement moral chez l'enfant, Félix Alcan
- 1936. La naissance de l'intelligence chez l'enfant, Delachaux et Niestlé
- 1937. La construction du réel chez l'enfant, Delachaux et Niestlé
- 1941. Le développement des quantités chez l'enfant : conservation et atomisme, Delachaux et Niestlé
- 1941. La genèse du nombre chez l'enfant, Delachaux et Niestlé
- 1942. Classes, relations et nombres: essai sur les groupements de la logistique et sur la réversibilité de la pensée, Vrin
- 1945. La formation du symbole chez l'enfant: imitation, jeu et rêve, image et représentation, Delachaux et Niestlé
- 1946. Le développement de la notion de temps chez l'enfant, PUF
- 1946. Les notions de mouvement et de vitesse chez l'enfant, PUF
- 1947. La psychologie de l'intelligence, Armand Colin
- 1948. La géométrie spontanée de l'enfant, PUF
- 1948. La représentation de l’espace chez l’enfant, PUF
- 1949. Traité de logique : essai de logistique opératoire, Armand Colin
- 1950. Introduction à l'épistémologie génétique. (I) La pensée mathématique, PUF
- 1950. Introduction à l'épistémologie génétique. (II) La pensée physique, PUF
- 1950. Introduction à l'épistémologie génétique. (III) La pensée biologique. La pensée psychologique. La pensée sociologique, PUF
- 1951. La genèse de l’idée de hasard chez l’enfant, PUF
- 1952. Essai sur les transformations des opérations logiques : les 256 opérations ternaires de la logique bivalente des propositions, PUF
- 1953. Logic and psychology, Manchester Univ. Press.
- 1955. De la logique de l'enfant à la logique de l'adolescent : essai sur la construction des structures opératoires formelles, PUF
- 1957. L'évolution humaine , spéciation et relation (avec André Leroi-Gourhan), Flammarion, « Bibliothèque de philosophie scientifique »
- 1957. Épistémologie génétique et recherche psychologique, PUF
- 1957. Les liaisons analytiques et synthétiques dans les comportements du sujet, PUF
- 1957. Logique et équilibre, PUF
- 1959. La genèse des structures logiques élémentaires : classifications et sériations, Delachaux et Niestlé
- 1961. Les mécanismes perceptifs : modèles probabilistes, analyse génétique, relations avec l'intelligence, PUF
- 1962. Le développement des quantités physiques chez l'enfant : conservation et atomisme, Delachaux et Niestlé
- 1963. Histoire et méthode, PUF
- 1963. L'intelligence, PUF
- 1964. Six études de psychologie, Gonthier
- 1965. Études sociologiques, Droz
- 1965. Sagesse et illusions de la philosophie, PUF
- 1966. L'image mentale chez l'enfant: étude sur le développement des représentations imagées, PUF
- 1966. La psychologie de l'enfant, PUF
- 1967. Biologie et connaissance : essai sur les relations entre les régulations organiques et les processus cognitifs, Gallimard
- 1967. Logique et connaissance scientifique, Gallimard
- 1968. Mémoire et intelligence, PUF
- 1968. Le structuralisme, PUF
- 1969. Psychologie et pédagogie, Denoël
- 1970. L'épistémologie génétique, PUF
- 1970. Genetic epistemology, Columbia Univ. Press.
- 1970. Psychologie et épistémologie : pour une théorie de la connaissance, Gonthier-Denoël
- 1971. Les explications causales, PUF
- 1972. Où va l'éducation, Denoël Gonthier
- 1972. Épistémologie des sciences de l'homme, Gallimard
- 1972. Essai de logique opératoire, Dunod
- 1972. Problèmes de psychologie génétique: l'enfant et la réalité, Denoël Gonthier
- 1972. La transmission des mouvements, PUF
- 1973. La formation de la notion de force, PUF
- 1974. La prise de conscience, PUF
- 1974. Réussir et comprendre, PUF
- 1975. L'équilibration des structures cognitives : problème central du développement, PUF
- 1976. Le comportement, moteur de l'évolution, Gallimard
- 1976. Hommage à Jean Piaget. Épistémologie génétique et équilibration, Delachaux et Niestlé
- 1977. Conversations libres avec Jean Piaget, Robert Laffont
- 1977. Études sociologiques, Droz
- 1977. Mes idées, Denoël-Gonthier
- 1980. Recherches sur les correspondances, PUF
- 1980. Les formes élémentaires de la dialectique, Gallimard
- 1981. L'évolution du possible chez l'enfant, PUF
- 1983. Le possible et le nécessaire, PUF
- 1983. L'évolution du nécessaire chez l'enfant, Delachaux et Niestlé
- 1983. Psychogenèse et histoire des sciences, Flammarion
- 1987. Vers une logique des significations, Murionde
- 1990. Morphismes et catégories: comparer et transformer, Delachaux et Niestlé

## Études d'épistémologie génétique
- 1957. Épistémologie génétique et recherche psychologique, avec W.E. Beth et W. Mays, Paris, Presses univ. de France. (EEG 1)
- 1957. Les liaisons analytiques et synthétiques dans les comportements du sujet, avec Leo Apostel, W. Mays, A. Morf, Paris, Presses univ. de France. (EEG 4)
- 1957. Logique et équilibre, avec Leo Apostel et Benoît Mandelbrot, Paris, Presses univ. de France. (EEG 2)
- 1958. La lecture de l'expérience, avec A. Jonckheere et Benoît Mandelbrot, Presses univ. de France. (EEG 5)
- 1958. Logique et perception, avec Jerome Bruner, François Bresson, A. Morf, Presses univ. de France. (EEG 6)
- 1959. Apprentissage et connaissance, avec Pierre Gréco[4], Paris, Presses univ. de France. (EEG 7)
- 1959. L'apprentissage des structures logiques, A. Morf, Jan Smedslund, Vinh Bang et J.F. Wohlwill, avec un avant-propos de Jean Piaget, Paris, Presses univ. de France. (EEG 9)
- 1959. La logique des apprentissages, avec Michel Goustard, Pierre Gréco, Benjamin Matalon, Paris, Presses univ. de France. (EEG 10)
- 1960. Problèmes de la construction du nombre, avec Pierre Gréco, Jean-Blaise Grize, Seymour Papert, Paris, Presses univ. de France. (EEG 11)
- 1960. Théorie du comportement et opérations, avec Daniel Ellis Berlyne, Paris, Presses univ. de France. (EEG 12)
- 1961. Épistémologie mathématique et psychologie: essai sur les relations entre la logique formelle et la pensée réelle, avec E.W. Beth, Paris, Presses universitaires de France. (EEG 14)
- 1962. Implication, formalisation et logique naturelle, avec E.W. Beth, Jean-Blaise Grize, R. Martin, Paris, Presses universitaires de France. (EEG 16)
- 1962. Structures numériques élémentaires, par Pierre Gréco et A. Morf, Paris, Presses. Univ. de France. (EEG 13)
- 1963. La filiation des structures, avec Leo Apostel, Jean-Blaise Grize, Seymour Papert, Paris, Presses universitaires de France. (EEG 15)
- 1963. La formation des raisonnements récurrentiels, avec Pierre Gréco, Bärbel Inhelder, Benjamin Matalon, Paris, Presses universitaires de France. (EEG 17)
- 1964. L'épistémologie de l'espace, avec Vinh Bang, Pierre Gréco, Jean-Blaise Grize, Paris, Presses universitaires de France. (EEG 18)
- 1966. L’épistémologie du temps, avec Jean-Blaise Grize, K. Henry, Marianne Meylan-Backs, Paris, Presses universitaires de France. (EEG 20)
- 1967. Perception et notion du temps, Magali Bovet, Pierre Gréco, Seymour Papert et Gilbert Voyat, avec une introduction de Jean Piaget, Paris, Presses universitaires de France. (EEG 21)
- 1968. Cybernétique et épistémologie, Guy Cellérier, Seymour Papert et Gilbert Voyat, avec un avant-propos de Jean Piaget, Paris, Presses universitaires de France. (EEG 22)
- 1968. Épistémologie et psychologie de la fonction, avec Jean-Blaise Grize, Alina Szeminska, Vinh Bang, Paris, Presses univ. de France. (EEG 23)
- 1968. Épistémologie et psychologie de l'identité, avec Hermine Sinclair et Vinh Bang, Paris, Presses univ. de France. (EEG 24)
- 1971. Les explications causales, avec R. Garcia, Paris, Presses univ. de France, 1971. (EEG 26)
- 1971. Les théories de la causalité, avec Mario Bunge, Francis Halbwachs, Thomas Samuel Kuhn, Paris, Presses univ. de France. (EEG 25)
- 1972. La direction des mobiles lors de chocs et de poussées, Paris, Presses univ. de France, 1972. (EEG 28)
- 1972. La transmission des mouvements, Paris, Presses univ. de France, 1972. (EEG 27)
- 1973. La composition des forces et le problème des vecteurs, Paris, Presses univ. de France. (EEG 30)
- 1973. La formation de la notion de force, Paris, Presses univ. de France. (EEG 29)
- 1974. Recherches sur la contradiction, Paris, Presses univ. de France, 2 volumes (EEG 31-32)
- 1975. L'équilibration des structures cognitives : problème central du développement, Paris, Presses univ. de France. (EEG 33)
- 1977. Recherches sur l'abstraction réfléchissante, Paris, Presses univ. de France, 2 volumes (EEG 34-35)
- 1978. Recherches sur la généralisation, Paris, Presses univ. de France. (EEG 36, avec G. Henriques)
- 1980. Recherches sur les correspondances, Paris, Presses univ. de France. (EEG 37)

## Brochures
- Deux types d'attitudes religieuses: immanence et transcendance, avec D. de La Harpe, Genève, Editions de l'Association chrétienne d'étudiants de Suisse romande, 82 pages, 1928.
- Immanence et transcendance, In: Deux types d'attitudes religieuses : immanence et transcendance, Genève, Editions de l'Association chrétienne d'étudiants de Suisse romande, pp. 7-40, 1928.
- Immanentisme et foi religieuse, Genève, Librairie H. Robert, 54 pages, 1930.
- Les théories de l'imitation, Genève, Université de Genève, Institut des sciences de l'éducation, 13 pages, Cahiers de pédagogie expérimentale et de psychologie de l'enfant numéro 6, 1935.
- Expériences sur la construction projective de la ligne droite, avec Bärbel Inhelder, Neuchâtel, Paris, Delachaux et Niestlé, 17 pages, Cahiers de pédagogie expérimentale et de psychologie de l'enfant, numéro 2, 1946.
- Le droit à l'éducation dans le monde actuel, Paris, Librairie du recueil Sirey, 1949, 56 pages, publié aussi dans Les droits de l'esprit: six études sur les aspects culturels de la déclaration des droits de l'homme, réunies par l'UNESCO, 1950, pp. 21-72, ainsi que dans Où va l'éducation?, Denoël-Gonthier, 1972, Bibliothèque Médiations, pp. 41-133.
- Les relations entre l'intelligence et l'affectivité dans le développement de l'enfant, Paris: Centre de documentation universitaire, 195 pages, Cours à la Sorbonne 1953-1954. Voir aussi des extraits de ce cours in: Bulletin de psychologie, 7, pp. 143-150, 346-361, 522-535, 699-701, 1954.
- Rapport sur les travaux de psychologie de l'enfant effectués dans les écoles de Genève en 1960-1961, Genève, Imprimerie Reggiani & Jaccoud, 7 pages, 1961.
- Rapport sur les travaux de psychologie de l'enfant effectués dans les écoles de Genève, avec Bärbel Inhelder, Genève, Imprimerie L. Reggiani, 10 pages, 1961.

## Articles

### A
- 1954. L'action des facteurs spatiaux et temporels de centration dans l'estimation visuelle des longueurs, avec A. Morf, Archives de psychologie, 34, n. 136, 1954, pp. 243-288.
- 1954. Les activités mentales en rapport avec les expressions symboliques, logiques et mathématiques, Synthese, 9, n. 2, pp. 73-90. (Reproduit dans Synthese, 1957-1958, 10, pp. 127-145.)
- 1929. L'adaptation de la Limnaea stagnalis aux milieux lacustres de la Suisse romande: étude biométrique et génétique, Revue suisse de zoologie, 36, fasc. 17, pp. 263-531.
- 1912. L'albinisme chez la Limnaea stagnalis, Le rameau de sapin, 46, p. 28.
- 1959. Allocution de M. le professeur Jean Piaget, Acta psychologica, Amsterdam, 15, pp. 6-8. (Allocution à la séance d'ouverture du 15e Congrès international de psychologie à Bruxelles le 28 juillet 1957.)
- 1948-49. L'analyse psychogénétique et l'épistémologie des sciences exactes, Synthese, 7, n. 1-2, pp. 32-49.
- 1975. L'appareil de Rosenfeld et Hein pour l'étude des effets indépendants d'un même processus causal, avec C. Dami, Archives de psychologie, Genève, 43, n. 169, pp. 105-114.
- 1949. A propos de la psychologie de l'atomisme, Thales: recueil annuel des travaux de l'Institut d'histoire des sciences de l'Université de Paris, 5, pp. 3-7.
- 1951. A propos d'un traité de logique: réponse à M. E. W. Beth, Methodos, 3, n. 11, pp. 243-244.
- 1973. A propos des trois épistémologies, Jean Piaget répond à François Châtelet, Savoir et action, 5, pp. 62-64.
- 1971. A quelle image de l'homme conduit la psychologie? Le professeur Piaget répond, Etudes et carrières: revue d'information professionnelle universitaire (Genève) 6-7, pp. 60-62.
- 1960. L'aspect génétique de l'œuvre de Pierre Janet, Psychologie française, 5, n. 1, pp. 111-117.
- 1966. Autobiographie, in: Cahiers Vilfredo Pareto (Les sciences sociales avec et après Jean Piaget), 4, n. 10, pp. 129-159. (Les parties I à VII de cette autobiographie ont été écrites en 1950 et publiées en anglais, voir sous le titre: Jean Piaget, 1952. La partie VIII = années 1950-1966, a été ajoutée à la présente version française.)
- 1976. Autobiographie, in: Cahiers Vilfredo Pareto (Les sciences sociales avec et après Jean Piaget), (Genève), 14, n. 38/39, pp. 1-43. (Dernière version de l'autobiographie avec en complément la partie IX = années 1966-1976.)
- 1978. Aux participants du 4ème Congrès général de la Société européenne de physique, Europhysics education news, n. 6, p. 3.
- 1973. A verser au dossier, Uni-information (Bulletin du Service de presse et d'information de l'Université de Genève), n. 32, p. 23.
- 1941. L'axiomatique des opérations constitutives du temps, in: Compte rendu des séances de la Société de physique et d'histoire naturelle de Genève, vol. 58, pp. 24-28.

### B
- 1914. Bergson et Sabatier, Revue chrétienne, 61, série 4, pp. 192-200.
- 1918. La biologie et la guerre, Feuille centrale de la Société suisse de Zofingue, 58, n. 5, pp. 374-380.
- 1966. Biologie et connaissance, Diogène (Paris), 54, pp. 3-26.
- 1973. Bref témoignage, Revue de l'Institut de sociologie, n. 3-4, pp. 545-547, Hommage à Lucien Goldmann, publié aussi in: Lucien Goldmann et la sociologie de la littérature, Bruxelles, Editions de l'Université de Bruxelles, 1975, pp. 53-55.

### C
- 1923 Sur un caractère frappant du langage enfantin, avec V. Chatenay, L'éducateur: organe de la Société pédagogique de la Suisse romande, 59, n. 7, pp. 97-104.
- 1914 Catalogue des batraciens du canton de Neuchâtel, avec G. Juvet, Bulletin de la Société neuchâteloise des sciences naturelles (1912-1913), 40, pp. 172-186.
- 1928. La causalité chez l’enfant, The British journal of psychology, 18, n. 3, pp. 276-301.
- 1958  La causalité perceptive visuelle chez l'enfant et chez l'adulte, avec M. Lambercier, Archives de psychologie, 36, n. 142/143, pp. 77-201.
- 1953. La centration perceptive et les illusions primaires et secondaires, L'année psychologique, 53, fasc. 2, pp. 722-724.
- 1956. Centration et décentration perceptives et représentatives, Rivista di psicologia, vol. 50, fasc. 4, pp. 205-223.
- 1913. Ce que peuvent contenir quelques grammes d'alluvions lacustres, Le rameau de sapin (Neuchâtel), 47, pp. 44-46.
- 1954. Ce qui subsiste de la théorie de la Gestalt dans la psychologie contemporaine de l'intelligence et de la perception, Revue suisse de psychologie pure et appliquée, 13, n. 1, p. 72-83, publié aussi in: Problèmes actuels de la théorie de la Gestalt, par Julian de Ajuriaguerra, Bern, Huber, pp. 72-83. Problèmes de psychologie génétique. Paris: Denoël Gonthier, 1972, pp. 126-142.
- 1957. The child and modern physics, Scientific American, 196, n. 3, pp. 46-51.
- 1960. Chronique de l'Institut des sciences de l'éducation, section psychologie, Bastions de Genève, 5, p. 102-105.
- 1964. Classification des disciplines et connexions interdisciplinaires, in: Revue internationale des sciences sociales, 16, n. 4, pp. 598-616, publié aussi dans Psychologie et épistémologie, Paris, Denoël-Gonthier, 1970, pp. 149-187.
- 1967 Cognitions and conservations: two views, avec D. McNeil, Contemporary psychology, 12, n. 11, pp. 530-533, publié aussi in: Aspects of Piaget's theory of the development of thought, par Frank B. Murray, ed. New York, Simon & Schuster, 1971, pp. 4419/1-4419/2.
- 1953 La comparaison des différences de hauteur dans le plan fronto-parallèle, avec M. Lambercier, Archives de psychologie (Genève), 34, n. 134, pp. 73-107.
- 1951 La comparaison des grandeurs projectives chez l'enfant et chez l'adulte, avec M. Lambercier, Archives de psychologie, 33, n. 130, pp. 81-13.
- 1943 La comparaison visuelle des hauteurs à distances variables dans le plan fronto-parallèle, avec M. Lambercier, Archives de psychologie, 29, n. 115/116, pp. 173-254.
- 1956 Comparaison de l'illusion d'Oppel-Kundt au tachistoscope et en vision libre, avec Vinh Bang, Archives des sciences, 9, pp. 210-213.
- 1961 Comparaison des mouvements oculaires et des centrations du regard chez l'enfant et chez l'adulte, avec Vinh Bang, Archives de psychologie, 38, n. 150, pp. 167-200.
- 1956 Les comparaisons verticales à faible intervalle, avec A. Morf, Archives de psychologie, 35, n. 140, pp. 289-319.
- 1956 Les comparaisons verticales à intervalles croissants, avec M. Lambercier, Archives de psychologie, 35, n. 140, pp. 321-367.
- 1961 La comparaison des verticales et des horizontales dans la figure en équerre, avec A. Morf, Archives de psychologie, 38, n. 149, pp. 69-88.
- 1966 The concept of identity in the course of development, Science curriculum improvement study newsletter, n. 8, p. 2-3.
- 1939 La construction psychologique du nombre entier, Compte rendu des séances de la Société de physique et d'histoire naturelle de Genève, 56, pp. 92-94.
- 1975 Relations entre les conservations d'ensembles d'éléments discrets et celles de quantités continues, avec Bärbel Inhelder, A. Blanchet et A. Sinclair. Année psychologique, vol. 75, pp. 23-60.
- 1913 Contribution à la faune de la Haute-Savoie: malacologie de Duingt et des environs, Revue savoisienne (Annecy), 54, pp. 69-85, 166-180, 234-242.
- 1916 Contribution à la malacologie terrestre et fluviatile de la Bretagne de Saint-Brieuc à Plouha, Bulletin de la Société neuchâteloise des sciences naturelles, 41, pp. 32-83.
- 1970 A conversation with Jean Piaget and Bärbel Inhelder, avec E. Hall et Bärbel Inhelder, Psychology today, 3, pp. 25-32, 54-56.
- 1920 Corrélation entre la répartition verticale des mollusques du Valais et les indices de variations spécifiques, Revue suisse de zoologie (Genève), 28, fasc. 7, pp. 125-133, un résumé est publié in: Actes de la Société helvétique des sciences naturelles, 101e session annuelle du 29 août au 1er septembre 1920 à Neuchâtel, 2e partie, pp. 224-225.
- 1924 Une croyance enfantine, avec V. Piaget, L'Educateur, 60, 453-459.

### D
- 1925 Le développement de la pensée de l'enfant, Pro Juventute: rivista svizzera per la protezione della gioventù, année 6, n. 9, pp. 464-469.
- 1951 Le développement, chez l'enfant, de l'idée de patrie et des relations avec l'étranger, avec A.M. Weil, Bulletin international des sciences sociales, vol. 3, n. 3, pp. 615-621, publié aussi in: Revue européenne des sciences sociales, 1976, 14, n. 38-39, pp. 124-147.
- 1953 Le développement des fonctions cérébrales chez l'enfant et l'adolescent, Archives suisses de neurologie et de psychiatrie (Zürich), 71, fasc. 1/2, p. 216.
- 1955 Le développement de la perception de l'enfant à l'adulte, Bulletin de psychologie, 8, pp. 183-188, 489-492, 553-563, 643-671.
- 1960 Le développement des perceptions chez l'enfant, Bulletin de psychologie, 13, pp. 209-214, 481-484, 529-535, 865-873, 933- 937.
- 1962 Développement et apprentissage perceptifs, Acta psychologica (Amsterdam), 18, pp. 323-325.
- 1961 Défense de l'épistémologie génétique contre quelques objections philosophiques, Revue philosophique de la France et de l'étranger, année 86, t. 151, pp. 475-500, publié aussi sous le titre: Défense de l'épistémologie génétique, in: Implication, formalisation et logique naturelles
- 1925 De quelques formes primitives de causalité chez l'enfant: phénoménisme et efficace, avec H. Kraft, L'année psychologique, 26, pp. 31-71.
- 1925 La destinée d'un Allemand de 48, Journal de Genève, 14 décembre 1925.
- 1910 Deux mollusques trouvés accidentellement à Neuchâtel, Le rameau de sapin (Neuchâtel), 44, pp. 32.
- 1926 Deux ouvrages récents de psychologie religieuse, Revue de théologie et de philosophie (Lausanne), 14(n.s.), pp. 142-147, concerne: Pierre Bovet, Le sentiment religieux, Neuchâtel, Delachaux et Niestlé, 1925, et Raoul Allier, La psychologie de la conservation chez les peuples non civilisés. Paris, Payot, 1925.
- 1929 Les deux directions de la pensée scientifique, Archives des sciences physiques et naturelles (Genève), année 134, vol. 11, pp. 145-162.
- 1931 Le développement intellectuel chez les jeunes enfants: étude critique, Mind, 40 (n.s), n. 158, pp. 137-160.
- 1952-1953 Le développement de l'intelligence chez l'enfant et chez l'adolescent, Bulletin de psychologie, 6, pp. 70-72, 143-147, 208-221, 299-304, 470-475, Cours de Sorbonne: Première leçon du cours, voir sous le titre: Équilibre et structures d'ensemble, 1952. Fin du cours, voir sous le titre: La période des opérations formelles et le passage de la logique de l'enfant à celle de l'adolescent, 1954.)
- 1962 Le développement des images mentales chez l'enfant, avec Bärbel Inhelder, Journal de psychologie normale et pathologique, année 59, n. 1-2, pp. 75-108, publié aussi sous le titre Les images mentales, in: Traité de psychologie expérimentale, vol. 7: l'intelligence, sous la direction de P. Fraisse et Jean Piaget, Paris, P.U.F., 1963, pp. 76-102.
- 1943. Le développement mental de l'enfant, in: Juventus Helvetica: notre jeune génération, publié sous la direction de Jean-Richard Müller, Zürich: Litteraria, vol. 2, pp. 123-180, texte reproduit dans Six études de psychologie, Paris, Denoël-Gonthier, 1964, pp. 9-86.
- 1947 Diagnosis of mental operations and theory of the intelligence, avec Bärbel Inhelder, American journal of mental deficiency, 51, n. 3, pp. 401-406.
- 1978 La dialectique des prédicats, concepts, jugements et inférences: étude génétique, Archives de psychologie, 46, n. 179, pp. 235-251.
- 1971 Discurso académico, Anuario de psicología (Barcelona), 4, n. 1, pp. 13-19, texte en français.

### E
- 1959. Les échanges franco-suisses en psychologie scientifique, Revue économique franco-suisse (Paris), 39, n. spécial juin, p. 51.
- 1934. Une éducation pour la paix est-elle possible?, Bulletin de l'enseignement de la Société des nations, n. 1, pp. 17-23.
- 1945. L'éducation de la liberté, Berner Schulblatt, année 77, n. 16, pp. 297-299, publié aussi in: Erziehung zur Freiheit: Vorträge und Reden am 28. schweizerischen Lehrertag, 8.-10. Juli 1944 in Bern. Zürich: Schweizerischer Lehrerverein, 1944, pp. 55-61.
- 1961 L'enregistrement des mouvements oculaires en jeu chez l'adulte dans la comparaison verticales, horizontales ou obliques et dans les perceptions de la figure en équerre, avec Vinh Bang, Archives de psychologie, 38, n. 150, pp. 89-141.
- 1971 Un entretien avec Jean Piaget et Bärbel Inhelder, avec E. Hall et Bärbel Inhelder, Psychologie dans le monde d'aujourd'hui, n. 14, pp. 50-59, l'interview avec Jean Piaget p. 50-56, avec Bärbel Inhelder pp. 57-59.
- 1976-77 Entretiens avec Jean Piaget (I-IV), avec Ch. Widmer, Journal de Genève, I, 24-25-26 déc. 1976; II, 31-1-2 janv.; III, 8 janv. 1977; IV, 15 janv., sous-titres des entretiens I-IV: I. Pour faire du neuf, il faut disposer d'une tête de Turc, et chercher le contraire, II. Selon Jean Piaget, l'intelligence est une marche vers un équilibre jamais atteint, III. Jean Piaget admet des coïncidences entre ses découvertes et la théorie de Karl Marx, IV. Selon Jean Piaget, la conciliation sera possible entre psychanalyse et psychologie génétique.
- 1977 Entrevista a Piaget, avec Nuria Saló et Emilia Ferreiro, Cuadernos de pedagogía, 3, n. 27, pp. 12-13.
- 1950 Épistémologie génétique et méthodologie dialectique II, Dialectica, vol. 4 (n. 4) pp. 287-295, voir aussi les articles de Ferdinand Gonseth, L’épistémologie génétique et la méthodologie dialectique I et III, dans le même volume pp. 5-20 et 296-304.
- 1952 Équilibre et structures d'ensemble, Bulletin de psychologie, 6, pp. 4-10, leçon inaugurale en Sorbonne, précédée d'une déclaration de Jean Piaget.
- 1914 L'espèce mendelienne a-t-elle une valeur absolue?, Zoologischer Anzeiger, 44, n. 7, pp. 328-331, publié aussi in: History and philosophy of the life sciences (Firenze), 14, 1992, pp. 132-135.
- 1931 L'esprit de solidarité chez l'enfant et la collaboration internationale, Recueil pédagogique, 2, n. 1, pp. 11-27.
- 1941 Esprit et réalité, Annuaire de la Société suisse de philosophie. 1, pp. 40-47. Rapport présenté à la séance annuelle de la Société suisse de philosophie à Berne en novembre 1941.
- 1975 Essai sur la classification des modèles, Actes du 94e congrès de l'Association française pour l'Avancement des Sciences, 9 au 14 juillet 1975, Université libre de Bruxelles (Paris : AFAS, 1976) (texte dactylographié)
- 1921 Essai sur quelques aspects du développement de la notion de partie chez l'enfant, Journal de psychologie normale et pathologique, 18, n. 6, pp. 449-480.
- 1922 Essai sur la multiplication logique et les débuts de la pensée formelle chez l'enfant, Journal de psychologie normale et pathologique, 19, pp. 222-261.
- 1944 Essai d'interprétation probabiliste de la loi de Weber et de celle des centrations relatives, Archives de psychologie, 30, n. 118, pp. 95-138, 2de partie, voir Essai sur un effet d'Einstellung, Archives de psychologie, 30, n. 118, 1944, pp. 139-196.
- 1944 Essai sur un effet d'Einstellung survenant au cours de perceptions visuelles successives (effet Usnadze), avec M. Lambercier, Archives de psychologie, 30, n. 118, pp. 139-196, 1ère partie, voir: Essai d'interprétation probabiliste de la loi de Weber, Archives de psychologie, 30, n. 118, 1944, pp. 95-138.
- 1955 Essai d'une nouvelle interprétation probabiliste des effets de centration de la loi de Weber et celle des centrations relatives, Archives de psychologie, 35, n. 137, pp. 1-24.
- 1955 Essai sur l'illusion de la médiane des angles en tant que mesure de l'illusion des angles, avec F. Pène, Archives de psychologie, 35, n. 137, pp. 77-92.
- 1958 Essais sur la perception des vitesses chez l'enfant et chez l'adulte, avec Y. Feller et E. McNear, Archives de psychologie, 36, n. 144, pp. 253-327.
- 1953 L'estimation perceptive des côtés du rectangle, avec M. Denis-Prinzhorn, Archives de psychologie, 34, n. 134, pp. 109-131.
- 1956 L'estimation des longueurs de deux droites horizontales et parallèles à extrémités, avec S. Taponnier, Archives de psychologie, 35, n. 140, pp. 369-399.
- 1958 Les étapes du développement mental, Bulletin de psychologie, 11, p. 217-219, 347-351, 438-440, 520-522, 678-685, 878-882, cours tenu à la Sorbonne de 1957 à 1958.
- 1953 L'évolution de l'illusion d'Oppel-Kundt en fonction de l'âge, avec P.A. Osterrieth, Archives de psychologie, 34, n. 133, pp. 1-38.
- 1961 L'évolution de l'illusion des espaces divisés (Oppel-Kundt) en présentation tachistoscopique, avec Vinh Bang, Archives de psychologie, 38, n. 149, p. 1-21.
- 1961 L'évolution de l'illusion dite verticale-horizontale, de ses composantes (rectangle et équerre) et de l'illusion de Delboeuf en présentation tachistoscopique, avec Benjamin Matalon et Vinh Bang, Archives de psychologie, 38, n. 149, pp. 23-68.
- 1924 Étude critique sur « L'expérience humaine et la causalité physique » de Léon Brunschvicg, Journal de psychologie normale et pathologique, 21, pp. 586-607.
- 1942 Une expérience sur le développement de la notion de temps, Revue suisse de psychologie et de psychologie appliquée, Bd. 1, pp. 179-185.
- 1950 Une expérience sur la psychologie du hasard chez l'enfant: le tirage au sort des couples, Acta psychologica, (Amsterdam) 7, n. 2/4, pp. 321-336.
- 1927 L'explication de l'ombre chez l'enfant, Journal de psychologie normale et pathologique, 24, n. 1, pp. 230-242.
- 1965 Explication de la montée de l'eau dans un tube hélicoïdal, avec C. Fot, Archives de psychologie, 40, n. 157, pp. 40-56.
- 1965 Explication d'une coordination des mouvements d'un jouet, avec P. Mounoud, Archives de psychologie, 40, n. 157, pp. 57-71.
- 1965 L'explication du retour sur elle-même d'une balle de ping-pong, avec A. Papert, Archives de psychologie, 40, n. 157, pp. 19-29.
- 1965 L'explication d'un mécanisme de rotation et d'enroulement, avec P. Mounoud, Archives de psychologie, 40, n. 157, pp. 30-39.
- 1965 L'explication d'une situation d'équilibre avec variations du centre de gravité, avec R. Maier, Archives de psychologie, 40, n. 157, pp. 1-18.

### F-G
- 1941 La fonction régulatrice du groupement dans le développement mental: esquisse d'une théorie opératoire de l'intelligence, Compte rendu des séances de la Société de physique et d'histoire naturelle de Genève, 58, pp. 198-203.
- 1972 Fondements scientifiques pour l'éducation de demain, Perspectives (Paris), 2, n. 1, pp. 13-30, publié aussi in: Education et développement, 1973, n. 32, pp. 6-22; Revue suisse d'éducation, 1972, 45, n. 9, pp. 273-276 et 1973, 46, n. 2, pp. 33-36; et sous le titre Où va l'éducation? in: Où va l'éducation?, Denoël-Gonthier, 1972, pp. 5-40.
- 1921 Une forme verbale de la comparaison chez lʼenfant: un cas de transition entre le jugement prédicatif et le jugement de relation, Archives de psychologie, 18, n. 69/70, pp. 141-172.
- 1956 La formation des connaissances, Bulletin de psychologie, 9, pp. 148-156, 269-273, 483-495, 701-727, cours de Sorbonne 1955-1956.
- 1974 The future of developmental child psychology, Journal of youth and adolescence, 3, n. 2, pp. 87-93.
- 1936 La genèse des principes de conservation dans la physique de l'enfant, Annuaire de l'instruction publique en Suisse, année 27, pp. 31-44.
- 1961 The genetic approach to the psychology of thought, Journal of educational psychology, 52, n. 6, pp. 275-281, publié aussi in: Readings in research in developmental psychology, édité par Ira J. Gordon, Glenview, London: Scott, Foresman, and Co., 1971, pp. 32-36, Children: readings in behavior and development, édité par Ellis Dale Evans, New York, Holt, Rinehardt and Winston, 1968, pp. 308-315, Aspects of Piaget's theory of the developement of thought, édité par Frank B. Murray, New York, Simon & Schuster, 1971, pp. PIAG/1A-PIAG/7A, Readings in educational psychology: learning and teaching, édité par E. Stones, London: Methuen, 1970, pp. 60-67.
- 1962 Genèse actuelle et maxima perceptifs, Acta psychologica (Amsterdam), 18, pp. 81-82.
- 1969 Genetic epistemology, Columbia forum: a quarterly journal of fact and opinion, 12, n. 3, pp. 4-11, publié aussi in: Readings for an introduction to psychology, édité par Richard A. King, 3rd edition, New York, McGraw-Hill, 1971, pp. 186-193, Jean Piaget: the man and his ideas, par Jean Piaget et Richard I. Evans, New York, E. P. Dutton, 1973, pp. XLII-LXI, Readings in human development 73-74, Guilford, Connecticut, Dushkin publishing group, 1973, pp. 41-48.
- 1956 Grandeurs projectives et grandeurs réelles avec étalon éloigné, avec M. Lambercier, Archives de psychologie, 35, n. 139, pp. 257-280.
- 1939 Les groupes de la logistique et la réversibilité de la Pensée, Revue de théologie et de philosophie (Lausanne), 27, pp. 291-292, résumé d'une étude présentée à la séance annuelle de Rolle de la Société romande de philosophie, le 11 juin 1939, suivi d'une discussion avec des interventions de Jean Piaget, p. 294 et p. 295.
- 1940 Le groupement additif des relations transitives asymétriques, Revue de théologie et de philosophie (Lausanne), 28, n. 114/115, pp. 146-152.
- 1941 Groupements, groupes et lattices, avec Ferdinand Gonseth, Archives de psychologie, 31, n. 121, pp. 65-73.
- 1941 Le groupement additif des classes, Compte rendu des séances de la Société de physique et d'histoire naturelle de Genève, 58, pp. 107-112.
- 1941 Le groupement additif des relations asymétriques (sériation qualitative) et ses rapports avec le groupement additif des classes, Compte rendu des séances de la Société de physique et d'histoire naturelle de Genève, 58, pp. 117-122.
- 1941 Les groupements de la classification complète et de l'addition des relations symétriques, Compte rendu des séances de la Société de physique et d'histoire naturelle de Genève, 58, pp. 149-154.
- 1941 Les groupements de la multiplication biunivoque des classes et de celle des relations, Compte rendu des séances de la Société de physique et d'histoire naturelle de Genève, 58, pp. 154-159.
- 1941 Les groupements de la multiplication co-univoque des classes et des relations, Compte rendu des séances de la Société de physique et d'histoire naturelle de Genève, 58, pp. 192-197.
- 1949 Le groupe des transformations de la logique des propositions bivalentes, Archives des sciences (Genève), 2, fasc. 1, pp. 179-182.
- 1946 Groupements, groupes et lattices, avec Ferdinand Gonseth, Archives de psychologie, XXXI, pp. 65-73.

### H-K
- 1971 Hasard et dialectique en épistémologie biologique: examen critique des thèses de Jacques Monod, Sciences, 1971, n. 71, pp. 29-36.
- 1966 Henri Piéron (1881-1964), American journal of psychology, 79, n. 1, pp. 147-150.
- 1974 Histoire et développement de la causalité, Raison présente, 1974, n. 30, pp. 5-20.
- 1945 Hommage à Carl Gustav Jung, Revue suisse de psychologie et de psychologie appliquée, 1945, 4, n. 3-4, pp. 169-171.
- 1953 How children form mathematical concepts, Scientific American, 1953, vol. 189, n. 5, pp. 74-79, publié aussi in: Readings in educational psychology, édité par William C. Morse et G. Max Wingo, Chicago, Scott Foresman, 1962, pp. 193-197, Readings in the psychology of cognition, édité par Richard C. Anderson, David P. Ausubel, New York, Holt Rinehart and Winston, 1965, pp. 406-414, Frontiers of psychological research, sélection et introduction par Stanley Coopersmith, San Francisco; London, W. H. Freeman, 1966, pp. 202-206.
- 1974 Les idées de Claparède sur l'intelligence, Revue suisse de psychologie pure et appliquée, 33, n. 3, pp. 274-278, publié aussi in: Centenaire de la naissance d'Edouard Claparède (1873-1940), édité par Germaine Duparc, Genève, Université de Genève, 1976, pp. 66-70.
- 1949 Les illusions relatives aux angles et à la longueur de leurs cotés, par Jean Piaget, avec la collaboration de Helmut Würsten et Louis Johannot, Archives de psychologie, 32, n. 128, pp. 281-307.
- 1950 L'illusion de Müller-Lyer, avec B. von Albertini, Archives de psychologie, 33, n. 129, pp. 1-48.
- 1954 L'illusion des quadrilatères partiellement superposés chez l'enfant et chez l'adulte, avec M. Denis-Prinzhorn, Archives de psychologie, 34, n. 136, pp. 289-320.
- 1959. L'image mentale et la représentation imagée chez l'enfant, Bulletin de psychologie, 12, pp. 264-269, 538-540, 574-576, 724-727, 806-807, 857-860, cours tenu à la Sorbonne de 1958 à 1959.
- 1929 Pour l'immanence: réponse à M. J.-D. Burger, Revue de théologie et de philosophie (Lausanne), vol. 17, n. 70, pp. 146-152, réponse à l'étude critique de Jean Daniel Burger, Pour la transcendance, Revue de théologie et de philosophie, 1929, vol. 17, pp. 33-40, concernant l'article de Jean Piaget intitulé: Deux types d'attitudes religieuses, 1928.
- 1929 Encore immanence et transcendance, Cahiers protestants, 13, pp. 325-330, réponse à un article d'Arnold Reymond dans lequel celui-ci discutait le texte de Piaget sur Immanence et transcendance publié en 1928.
- 1954 Inconditionnés transcendantaux et épistémologie génétique, Dialectica, 8, n. 1, pp. 5-13.
- 1971 Inconscient affectif et inconscient cognitif, Raison présente, 19, pp. 11-20, publié aussi in: Problèmes de psychologie génétique, par Jean Piaget, 1972, pp. 36-53.
- 1966 L'initiation aux mathématiques, les mathématiques modernes et la psychologie de l'enfant, L'enseignement mathématique, vol. 12, pp. 289-292.
- 1948 L'intelligence et la maturation nerveuse, Revue suisse de psychologie et de psychologie appliquée, 1948, 7, n. 4, pp. 307-308.
- 1975 L'intelligence, selon Alfred Binet, Bulletin de la Société Alfred Binet et Théodore Simon, 1975, 75, n. 544, pp. 106-119.
- 1942 Introduction à l'étude des perceptions chez l'enfant et analyse d'une illusion relative à la perception visuelle de cercles concentriques (Delboeuf), avec M. Lambercier, E. Boesch, B. von Albertini, Archives de psychologie, 29, n. 113, pp. 1-107.
- 1948 Pierre Janet (1859-1947): nécrologie, Archives de psychologie, 32, n. 127, pp. 235-237.

### L
- 1954 Le langage et la pensée du point de vue génétique, Acta psychologica (Amsterdam), 10, pp. 51-60, publié aussi in: Thinking and speaking: a symposium, édité par G. Révész, Amsterdam, North-Holland, 1954, pp. 51-60, Six études de psychologie, par Jean Piaget, 1964, pp. 101-113.
- 1965 Langage et pensée, La revue du praticien (Paris), 15, n. 17, pp. 2253-2254.
- 1928 Les trois systèmes de la pensée de l'enfant: étude sur les rapports de la pensée rationnelle et de l'intelligence motrice, Bulletin de la Société française de philosophie, 28, n. 4, pp. 97-141, compte-rendu de la séance du 17 mai 1928 de la Société française de philosophie, avec thèse de Jean Piaget et discussion de Charles Blondel, Jean Bourjade, Henri Delacroix, Pierre Janet, Xavier Léon, Lucien Lévy-Bruhl, Henri Piéron, Désiré Roustan, Henri Wallon.
- 1959 Lettre, Revue de théologie et de philosophie (Lausanne), 9, n. 1, pp. 44-47, ce numéro spécial porte le titre: Hommage à Arnold Reymond.
- 1983 Piaget on Lévi-Strauss: an interview with Jean Piaget, avec J. Grinevald, New ideas in psychology, 1(1983), n. 1, pp. 73-79, interview: Genève, décembre 1973, publication originale en langue anglaise, version française publiée en 1996, dans Campus, revue de l'Université de Genève, numéro juillet-septembre.
- 1996 Piaget face à Lévi-Strauss, avec J. Grinevald, Campus (Université de Genève), numéro de juillet-septembre, p.30-33.
- 1911 Les limnées des lacs de Neuchâtel, Bienne, Morat et des environs, Journal de conchyliologie, 59, 4e série, t. 13, pp. 311-332, errata de l'article, in: Journal de conchyliologie, 1912, vol. 60, 4e série, t. 14, p. 233.
- 1958 La localisation des impressions d'impact dans la causalité perceptive tactilo-kinesthésique, avec J. Maroun, Archives de psychologie, 36, n. 142/143, pp. 202-235.
- 1928 Logique génétique et sociologie, Revue philosophique de la France et de l'étranger, 105, n. 1 et 2, pp. 168-205, texte d'une communication présentée à la séance annuelle de la Société romande de philosophie, à Rolle, le 19 juin 1927, publié aussi in: Cahiers Vilfredo Pareto: revue européenne des sciences sociales, 1976, 14, n. 38-39, p. 44-80.
- 1931 La logique de l'enfant, L'école libératrice (Paris), Année 2, n. 23, pp. 494; n. 24, pp. 508-509, publié aussi in: Archives de psychologie, 1994, 62, n. 242, pp. 187-192.
- 1950 Sur la logique des propositions, Archives des sciences (Genève), 3, fasc. 2, pp. 159-161.
- 1952 La logistique axiomatique ou pure, la logistique opératoire ou psychologique et les réalités auxquelles elles correspondent, Methodos: rivista trimestrale di metodologia e di analisi del linguaggio, 4, n. 13, p. 72-84.

### M
- 1913 Malacologie alpestre, Revue suisse de zoologie, 21, fasc. 14, pp. 439-575.
- 1914 Malacologie du Vully, Mémoires de la Société fribourgeoise des sciences naturelles. Zoologie, 1, fasc. 3, p. 69-116.
- 1925 Malacologie valaisanne, Bulletin de la Murithienne (Sion), 42, pp. 82-112, fait suite à: Introduction à la malacologie valaisanne, 1921.
- 1918 Introduction à la malacologie valaisanne, Bulletin de la Murithienne (Sion), Fasc. 40(1916/18), pp. 86-186, suite de ce travail: voir sous le titre Malacologie valaisanne in: Bulletin de la Murithienne, 1921-1924, fasc. 42, pp. 82-112.
- 1921 Malacologie valaisanne (suite de Introduction à la malacologie valaisanne), Bulletin de la Murithienne, vol. 42, 1921/1924, pp. 82-112, cet article constitue la suite de celui publié en 1918 dans le vol. 40 (1916/18, pp. 86-186) du Bulletin de la Murithienne.
- 1941 Le mécanisme du développement mental et les lois du groupement des opérations: esquisse d'une théorie opératoire de l'intelligence, Archives de psychologie, 28, n. 112, pp. 215-285.
- 1957 Méthode axiomatique et méthode opérationnelle, Synthèse, 10, pp. 23-43.
- 1971 Méthodologie des relations interdisciplinaires, Archives de philosophie: recherches et documentation, 34, cahier 4, pp. 539-549.
- 1959 Les modèles abstraits sont-ils opposés aux interprétations psycho-physiologiques dans l'explication en psychologie?, Bulletin de psychologie, 13, pp. 7-13, esquisse d'autobiographie intellectuelle, publié aussi in: Revue suisse de psychologie, 1960, 19, n. 1, pp. 57-65.
- 1907 Un moineau albinos, Le rameau de sapin (Neuchâtel), vol. 41, p. 36.
- 1911 Mollusques recueillis dans la région supérieure du Val-d'Hérens (Valais, Suisse), Le rameau de sapin (Neuchâtel), vol. 45, pp. 30-32, 40, 46-47.
- 1913 Les mollusques sublittoraux du Léman recueillis par Monsieur le Professeur Yung, Zoologischer Anzeiger, Bd. 42, Nr. 13, pp. 615-624.
- 1914 Un mollusque arctique habitant les Alpes suisses, La Feuille des jeunes naturalistes, année 44, série 5, pp. 5-6.
- 1914 Un mollusque nouveau pour la faune argovienne, La Feuille des jeunes naturalistes, année 44, série 5, p. 148.
- 1956 Motricité, perception et intelligence, Enfance, 9, n. 2, pp. 9-14.
- 1957 Le mythe de l'origine sensorielle des connaissances scientifiques, Actes de la Société helvétique des sciences naturelles, p. 20-34, publié aussi in: Psychologie et épistémologie, par Jean Piaget, 1970, pp. 80-109.

### N-O
- 1926 El nacimiento de la inteligencia en el niño, Revista de pedagogia, 5, n. 60, p. 529-536, publication originale en langue espagnole.
- 1935 La naissance de l'intelligence chez le petit enfant, conférence, avec un compte rendu de A. Van Waeyenberghe, Revue de pédagogie, année 2, n. 11, pp. 56-64.
- 1966 Nécessité et signification des recherches comparatives en psychologie génétique, Journal international de psychologie, 1, n. 1, 1966, pp. 3-13, publié aussi in: Psychologie et épistémologie, par Jean Piaget, 1970, pp. 59-79, Problèmes de psychologie génétique, par Jean Piaget, 1972, pp. 143-161.
- 1977 Essai sur la nécessité, Archives de psychologie, 45, n. 175, p. 235-251.
- 1911 Note sur trois variétés nouvelles de mollusques suisses, Journal de conchyliologie, 59, 4e série, t. 13, pp. 333-340.
- 1913 Notes sur le mimétisme des mollusques marins littoraux de Binic (Bretagne), Zoologischer Anzeige, 43, n. 3, pp. 127-133.
- 1914 Note sur les mollusques de la faune des sommets jurassiens, La feuille des jeunes naturalistes, année 44, série 5, pp. 135-138, 152-155.
- 1914 Note sur une nouvelle Vivipara subfossile du quaternaire de la plaine d'Annecy, Revue savoisienne (Annecy), 55, pp. 59-61.
- 1914 Notes malacologiques sur le Jura bernois, avec M. Romy, Revue suisse de zoologie, 22, fasc. 12, pp. 365-406.
- 1914 Notes sur la biologie des Limnées abyssales, Internationale Revue der gesamten Hydrobiologie und Hydrographie. Biologisches Supplement, 6, Serie 6, pp. 1-15.
- 1914 Notes sur quelques mollusques de la vallée du Doubs, Mémoires de la Société d'émulation de Montbéliard, 43, pp. 195-208.
- 1922 Note sur les types de description d'images chez l'enfant, avec P. Rossellò, Archives de psychologie, 18, n. 71, pp. 208-234.
- 1955 Note sur l'illusion des droites inclinées, avec A. Morf, Archives de psychologie, 35, n. 137, pp. 65-76.
- 1956 Note sur la comparaison de lignes perpendiculaires égales, avec A. Morf, Archives de psychologie, 35, n. 139, pp. 233-255.
- 1958 Note on the law of temporal maximum of some optico-geometric illusions, avec Vinh Bang et Benjamin Matalon, The American journal of psychology, 71, n. 1, pp. 277-282, publication originale en langue anglaise.
- 1963 Note sur les relations entre les illusions de Müller-Lyer et de Delboeuf, à propos d'une étude de J. Beuchet et de J.-F. Richard sur le décentrement des masses, avec Seymour Papert, L'Année psychologique, 63, n. 2, pp. 351-357.
- 1965 Note sur des Limnaea stagnalis L. var. lacustris Stud. élevées dans une mare du plateau vaudois, Revue suisse de zoologie, 72, n. 38, pp. 769-787.
- 1925 La notion de l'ordre des événements et le test des images en désordre chez l'enfant de 6 à 10 ans, avec H. Krafft, Archives de psychologie, 19, n. 75, pp. 306-349.
- 1942 La notion de régulation dans l'étude des illusions perceptives, Compte rendu des séances de la Société de physique et d'histoire naturelle de Genève, 59, pp. 72-74.
- 1957 Les notions de vitesse, d'espace parcouru et de temps chez l'enfant de cinq ans, Enfance, 10, 1957, n. 1, pp. 9-42, à propos des travaux de P. Fraisse et P. Vautrey et d'une nouvelle théorie physique de J. Abelé.
- 1967 Notions of causality, Science curriculum improvement study newsletter, n. 9, pp. 4-5, publication originale en langue anglaise.
- 1913 Nouveaux dragages malacologiques de Monsieur le Professeur Yung dans la faune profonde du Léman, Zoologischer Anzeiger, 42, n. 5, pp. 216-223.
- 1914 Un nouveau mollusque étranger introduit aux environs de Neuchâtel, Le rameau de sapin (Neuchâtel), 48, pp. 29-30.
- 1914-15 Nouvelles recherches sur les mollusques du Val Ferret et des environs immédiats, Bulletin de la Murithienne (Sion), 39(1914/15), pp. 22-73.
- 1959 Nouvelles mesures des effets de centration en présentation tachistoscopique, avec J. Rutschmann et Benjamin Matalon, Archives de psychologie, 37, n. 146, pp. 140-165.
- 1966 Observations sur le mode d'insertion et la chute des rameaux secondaires chez les Sedum: essai sur un cas d'anticipation morphogénétique explicable par des processus de transfert, Candollea (Genève), 21, pp. 137-239.

### P
- 1923 La pensée symbolique et la pensée de l'enfant, Archives de psychologie, 18, n. 72, pp. 273-304.
- 1951 Pensée égocentrique et pensée sociocentrique, Cahiers internationaux de sociologie, 10, pp. 34-49, voir aussi pp. 175-177: Post scriptum en réponse à Monsieur Piaget, par Henri Wallon, publié aussi in: Revue européenne des sciences sociales, 1976, vol. 14, n. 38-39, pp. 148-160.
- 1943 La perception chez les vertébrés supérieurs et chez le jeune enfant, Revue suisse de zoologie, 50, n. 5, pp. 225-232.
- 1950 Perception et intelligence, Bulletin du Groupe d'études de psychologie de l'Université de Paris, année 4, n. 1-2, pp. 25-34.
- 1951 La perception d'un carré animé d'un mouvement de circumduction (effet Auersperg et Buhrmester), avec M. Lambercier, Archives de psychologie, 33, n. 130, pp. 131-195.
- 1959 Perception, apprentissage et empirisme, Dialectica, 13, n. 1, pp. 5-15, publié aussi in: Problèmes de psychologie génétique, par Jean Piaget, 1972, pp. 95-109.
- 1962 La perception de la durée en fonction des vitesses, avec Y. Feller et M. Bovet, Archives de psychologie, 38, n. 151, pp. 201-255.
- 1925 Sur la perception syncrétique, avec Edouard Claparède, L'Educateur, 51, pp. 42-43.
- 1954 La période des opérations formelles et le passage de la logique de l'enfant à celle de l'adolescent, Bulletin de psychologie, 7, n. 5, pp. 247-253, première leçon de cours ; suite, voir sous les titres: Equilibre et structures d'ensemble, 1952, Le développement de l'intelligence chez l'enfant et chez l'adolescent, 1953.
- 1972 Physical world of the child, Physics today, 25, n. 6, pp. 23-27, publication originale en langue anglaise.
- 1973 Piaget takes a teacher's look, avec E. Duckworth, Learning: the magazine for creative teaching, October 1973, pp. 22-27, A dialogue between Jean Piaget and E. Duckworth, publication originale en langue anglaise.
- 1968 Le point de vue de Piaget, Journal international de psychologie, 3, n. 4, pp. 281-299.
- 1976 Le possible, l'impossible et le nécessaire: les recherches en cours ou projetées au Centre international d'épistémologie génétique, Archives de psychologie, 44, n. 172, pp. 281-299.
- 1931 Post-scriptum, Revue de théologie et de philosophie (Lausanne), 19, pp. 377-379, post-scriptum de l'article d'Arnold Raymond: La pensée philosophique en Suisse romande de 1900 à nos jours, même revue, même no., pp. 364-377.
- 1976 Postface, Archives de psychologie, 44, n. 171, pp. 223-228, numéro spécial des Archives de psychologie intitulé: Hommage à Jean Piaget à l'occasion de son 80ème anniversaire.
- 1922 Pour l'étude des explications d'enfants, L'éducateur (organe de la Société pédagogique de la Suisse romande), année 58, n. 3, pp. 33-39.
- 1959 Pourquoi la formation des notions ne s'explique jamais par la seule perception, Acta psychologica (Amsterdam), 15, pp. 314-316.
- 1973 Pour le centenaire de la naissance d'Edouard Claparède, le professeur Piaget évoque son ancien patron, propos recueillis par Jacques Grinevald, tribune de Genève, 15 novembre 1973.
- 1980 Pour l'étude des explications d'enfants, Educateur et bulletin corporatif, Montreux, 1980, n. 39, pp. 1175-1176.
- 1960 Les praxies chez l'enfant, Revue neurologique (Paris), 102, n. 6, pp. 551-565, publié aussi in: Problèmes de psychologie génétique, par Jean Piaget, Paris, Denoël-Gonthier, 1972, pp. 67-94.
- 1913 Premières recherches sur les mollusques profonds du lac de Neuchâtel, Bulletin de la Société neuchâteloise des sciences naturelles, 40, pp. 148-171.
- 1927 La première année de l'enfant, The British journal of psychology, 18, n. 2, pp. 97-120.
- 1928 Un problème d'hérédité chez la limnée des étangs: appel aux malacologistes et aux amateurs en conchyliologie, Bulletin de la Société zoologique de France, 53, pp. 13-18.
- 1943 Le problème de la comparaison visuelle en profondeur (constance de la grandeur) et l'erreur systématique de l'étalon, par Jean Piaget et Marc Lambercier, avec la collaboration de Renée Iturbide, Archives de psychologie, 29, n. 115/116, pp. 255-312, 2ème partie, 1ère partie voir: La comparaison visuelle des hauteurs à distances variables dans le plan fronto-parallèle, 1943.
- 1949 Le problème neurologique de l'intériorisation des actions en opérations réversibles, Archives de psychologie, 32, n. 128, pp. 241-258.
- 1963 Problèmes psychologiques et épistémologiques du temps, Cahiers de psychologie, 6, pp. 217-237, publié aussi in: Cycles biologiques et psychiatrie: 3ème Symposium de Bel-Air, Genève, 11-13 septembre 1967, sous la direction de Julian de Ajuriaguerra, Genève, Georg, Paris, Masson, 1968, pp. 267-279.
- 1956 Problèmes de psychologie génétique, in Voprossi Psykhologuii, le titre français est celui qui a été donné à la version originale française publiée pour la première fois en 1964 dans les Six études de psychologie génétique.
- 1979 Procédures et structures, avec Bärbel Inhelder, Archives de psychologie, 47, n. 181, pp. 165-175.
- 1920 La psychanalyse dans ses rapports avec la psychologie de l'enfant (I), Bulletin mensuel de la Société Alfred Binet, année 20, n. 1, pp. 18-34.
- 1920 La psychanalyse dans ses rapports avec la psychologie de l'enfant (II), Bulletin mensuel de la Société Alfred Binet, année 20, n. 1, n. 2-3, pp. 41-58.
- 1925 Psychologie et critique de la connaissance, Archives de psychologie, 19, n. 75 (1925), pp. 193-210.
- 1926 Psychology, The Monist, 36, n. 3, pp. 430-455, publié aussi in: Philosophy today: essays on recent developments in the field of philosophy, collecté et édité par E. L. Schaub, Chicago, London, The open court publishing company, 1928, pp. 263-288.
- 1928 Psychopédagogie et mentalité enfantine, Journal de psychologie normale et pathologique, 25, pp. 31-60.
- 1930 Psychologie expérimentale: la mentalité de l'enfant, L'école libératrice, 2, n. 2, pp. 43-44, publié aussi dans Archives de psychologie, 62, n. 242, pp. 179-183.
- 1933 La psychanalyse et le développement intellectuel, Revue française de psychanalyse (Paris), 6, n. 3/4, pp. 404-408.
- 1933 Psychologie de l'enfant et enseignement de l'histoire, Bulletin trimestriel de la Conférence internationale pour l'enseignement de l'histoire, n. 2, pp. 8-13.
- 1941 La psychologie d'Edouard Claparède, Archives de psychologie, 28, n. 111(1941), pp. 193-213, publié aussi in: Edouard Claparède, par E. Claparède, P. Bovet, J. Piaget, Neuchâtel, Delachaux et Niestlé, pp. 51-71, Psychologie de l'enfant et pédagogie expérimentale, volume 2: les méthodes, par Edouard Claparède, édition posthume refondue, Neuchâtel, Paris, Delachaux et Niestlé, 1946, pp. 7-31.
- 1942 Psychologie et pédagogie genevoises, Suisse contemporaine, année 2, n. 5, pp. 427-431.
- 1952 De la psychologie génétique à l‘épistémologie, Diogène (Paris), n. 1, p. 38-54, publié aussi in: Psychologie et épistémologie, par Jean Piaget, Paris, Denöel-Gonthier, 1970, pp. 33-58.
- 1965 Psychologie et épistémologie de la notion du temps, Actes de la Société helvétique des sciences naturelles, 145, pp. 23-27.
- 1966 La psychologie, les relations interdisciplinaires et le système des sciences, Bulletin de psychologie, 20, n. 254, pp. 242-254, publié aussi in: 18ème Congrès international de psychologie, le 4-11 août, 1966. Moscou: Naouka, 1969, pp. 123-151, contient également le résumé du congrès par Jean Piaget, p. 203-206.
- 1966 The psychology of intelligence and education, Childhood education, vol. 42, pp. 528, publié aussi in: Issues and innovations in the teaching of reading, édité par Joe L. Frost, Glenview Ill, Scott/Foresman, 1967, pp. 134-135.
- 1928 Pour l'étude de la psychologie, La Nouvelle Semaine Artistique et Littéraire, pp. 12-13.

### Q-R
- 1968 Quantification, conservation, and nativism: quantitative evaluations of children aged two to three years are examined, avec M. Bovet, Bärbel Inhelder et H. Sinclair, Science, 162, n. 3857, pp. 976-979, concerne: Cognitive capacity of very young children, par Jacques Mehler et Thomas G. Bever, Science, 1968, 158, pp. 141-142, voir aussi: Reply by Jacques Mehler and T. G. Bever, Science,1968, 162, n. 3857, pp. 979-981.
- 1925 Quelques explications d'enfants relatives à l'origine des astres, Journal de psychologie normale et pathologique, 22, pp. 677-702, reproduit dans La représentation du monde chez l'enfant, 1926.
- 1939 Quelques expériences sur la conservation des quantités continues chez l'enfant, avec Alina Szeminska, Journal de psychologie normale et pathologique, 36, n. 1-2, pp. 36-64 publié aussi in: La genèse du nombre chez l'enfant, par Jean Piaget et Alina Szeminska, 1941. pp. 6-32.
- 1941 Quelques observations sur le développement psychologique de la notion du temps, Compte rendu des séances de la Société de physique et d'histoire naturelle de Genève, 58, pp. 21-24.
- 1952 Quelques illusions géométriques renversées, Revue suisse de psychologie pure et appliquée, 11, pp. 19-25, rectification à l'article voir pp. 157-158.
- 1956 Quelques impressions d'une visite aux psychologues soviétiques, Bulletin international des sciences sociales, 8, n. 2, pp. 401-404.
- 1958 Quelques interférences entre la perception de la vitesse et la causalité perceptive, avec M. Weiner, Archives de psychologie, 36, n. 142/143, pp. 236-252.
- 1968 Quelques remarques sur les insuffisances de l'empirisme, avec Bärbel Inhelder, Studia philosophica, 28, pp. 119-128, ces quelques pages sont tirées et traduites d'un rapport présenté par Bärbel Inhelder à l'Alpbach Symposium de 1968 réuni par Arthur Koestler sur le thème New perspectives in the science of man, publié in extenso sous le titre: The gaps in empiricism, par Jean Piaget et Bärbel Inhelder, in Arthur Koestler et J. Smythies, Beyond reductionism, Boston, Beacon, 1969, pp. 118-148, publié aussi dans Piaget and his school, par Bärbel Inhelder et H. Chipman, New York, Springer, 1976, pp. 24-35.
- 1922 Qu'est-ce qu'un frère? une épreuve de logique des relations pour enfants de 4 à 10 ans, avec S. Escher, L'éducateur: organe de la Société pédagogique de la Suisse romande, 58, n. 20, pp. 305-310.
- 1929 Les races lacustres de la Limnaea stagnalis L.: recherches sur les rapports de l'adaptation héréditaire avec le milieu, Bulletin biologique de la France et de la Belgique, 63, n. 3, pp. 424-455.
- 1973 Les raisons fonctionnelles de la prise de conscience, Scuola ticinese (Bellinzona), 2, n. 18, pp. 7-8, extrait de: La prise de conscience, par Jean Piaget, 1974, pp. 262-265.
- 1936 Rapport préliminaire sur l'enseignement des langues vivantes dans ses relations avec la formation de l'esprit de collaboration internationale, Bulletin de l'enseignement de la Société des nations, n. 3, pp. 61-66.
- 1941 Sur les rapports entre les groupements additifs des classes et des relations asymétriques et le groupe additif des nombres entiers, Compte rendu des séances de la Société de physique et d'histoire naturelle de Genève, 58, pp. 122-126.
- 1947 Du rapport des sciences avec la philosophie, Synthèse, 6, n. 3-4, pp. 130-150, publié aussi in: Psychologie et épistémologie, par Jean Piaget, Paris, Denoël-Gonthier, pp. 110-148.
- 1948 Du rapport entre la logique des propositions et les groupements de classes ou de relations: à propos du Traité de Logique de Charles Serrus, Revue de métaphysique et de morale, 53, n. 2, pp. 139-163.
- 1925 Le réalisme nominal chez l'enfant, Revue philosophique de la France et de l'étranger, 50, n. 3 et 4, pp. 189-234, cet article constitue les chapitres 1 et 2 de: La représentation du monde chez l'enfant, 1926.
- 1931 Les réalités morales dans la vie des enfants, La nouvelle éducation, n. 10, pp. 3-7.
- 1912 Les récents dragages malacologiques de Monsieur le Professeur Emile Yung dans le lac Léman, Journal de conchyliologie, 60, 4e série, t. 14, pp. 205-232.
- 1937 Les relations d'égalité résultant de l'addition et de la soustraction logiques constituent-elles un groupe?, L'enseignement mathématique (Paris), 36, n. 1/2, pp. 99-108.
- 1957 Les relations entre la perception et l'intelligence dans le développement de l'enfant, Bulletin de psychologie, 10, pp. 376-381, 751-760, cours à la Sorbonne.
- 1959 Die relationale Methode in der Psychologie der Wahrnehmung, Zeitschrift für experimentelle und angewandte Psychologie, 6, n. 1, pp. 77-94.
- 1962 The relation of affectivity to intelligence in the mental development of the child, Bulletin of the Menninger clinic, 26, n. 3, pp. 129-137, voir aussi les titres: The stages of the intellectual development of the child, Will and action, publié aussi in: Childhood psychopathology: an anthology of basic readings, par S. I. Harrison et J. F. McDermott, New York, International University Press, 1972, pp. 167-175.
- 1979 Relations between psychology and other sciences, Annual review of psychology, 30, pp. 1-8.
- 1954 Remarques sur le jeu de l'enfant et la pensée symbolique, Bulletin de psychologie, 7, n. 12, pp. 702-709.
- 1973 Remarques sur l'éducation mathématique, Math-École, 12, n. 58, p. 1-7.
- 1948 Réponse à M. Ph. Müller, Revue suisse de psychologie pure et appliquée, 7, n. 2, pp. 146-150, concerne l'article de Ph. Müller: La psychologie de l'intelligence: d'après le dernier livre de Monsieur Jean Piaget, même rev. et num. pp. 140-146.
- 1966 Réponse à Monsieur Moessinger, I.S.E. écho, n. 8, pp. 7-8, réponse à l'article de Pierre Moessinger: La controverse Piaget-Hersch, pp. 5-7 du même numéro.
- 1976 Réponse à François Lurçat, Cahiers de psychologie, 19, n. 3/4, pp. 283-285.
- 1977 Réponse de Jean Piaget au Docteur Olivier Flournoy, lettre parue dans le Samedi littéraire du 29 janvier 1977, Journal de Genève, 1977, Samedi littéraire V/5 février.
- 1925 La représentation du monde chez l'enfant, Revue de théologie et de philosophie (Lausanne), 13, pp. 191-214.
- 1954 La résistance des bonnes formes à l'illusion de Müller-Lyer, avec F. Maire et F. Privat, Archives de psychologie, 34, n. 135, pp. 155-201.
- 1927 Le respect de la règle dans les sociétés d'enfants, Le nouvel essor, 22, n. 23, p. 1.
- 1966 Response to Brian Sutton-Smith, Psychological review, 73, n. 1, pp. 111-112, concerne: Piaget on play: a critique, par Brian Sutton-Smith, Psychological review, id., pp. 104-110, publié aussi in: Child's play, édité par R. E. Herron et B. Sutton-Smith, New York, Wiley, 1971, pp. 337-342, avec Brian Sutton-Smith's critique and reply to Piaget, pp. 326-336 et 340-342.
- 1931 Retrospective and prospective analysis in child psychology, The British journal of educational psychology, 1, pp. 130-139.
- 1950 La réversibilité de la pensée et les opérations logiques, Bulletin de la Société française de philosophie, 44, n. 4, pp. 137-164.
- 1942 Las tres estructuras fundamentales de la vida psíquica: ritmo, regulación y agrupamiento, in Revue suisse de psychologie et de psychologie appliquée, n. 1-2, pp. 9-21, publié aussi dans Le fonctionnement mental, sous la direction de E. Schmid-Kitsikis, M. Perret-Catipovic et S. Perret-Vionnet, Neuchâtel, Paris, Delachaux et Niestlé, 1991, pp. 67-86.
- 1941 Le rôle de la tautologie dans la composition additive des classes et des ensembles, Compte rendu des séances de la Société de physique et d'histoire naturelle de Genève, 58, pp. 102-107.
- 1959 Le rôle de la notion d'équilibre dans l'explication en psychologie, Acta psychologica, 15, pp. 51-62, publié aussi in: Six études de psychologie, par Jean Piaget, 1964, pp. 114-131.
- 1962 Le rôle de l'imitation dans la formation de la représentation, L'évolution psychiatrique (Hommage à Henri Wallon), 27, n. 1, pp. 141-150.
- 1942 Les trois structures fondamentales de la vie psychique: rythme, régulation et groupement, Revue suisse de psychologie et de psychologie appliquée, n. 1-2, pp. 9-21, publié aussi dans Le fonctionnement mental, sous la direction de E. Schmid-Kitsikis, M. Perret-Catipovic et S. Perret-Vionnet, Neuchâtel, Paris, Delachaux et Niestlé, 1991, pp. 67-86.

### S-T
- 1975 Solubilité, miscibilité et flottaison, avec J.F. Chatillon, Archives de psychologie, 43, n. 169, pp. 27-46.
- 1962 The stages of the intellectual development of the child, Bulletin of the Menninger clinic, 26, n. 3, pp. 120-128.
- 1925 La structure des récits et l'interprétation des images de Dawid chez l'enfant, avec E. Margairaz, Archives de psychologie, 19, n. 75, pp. 211-239.
- 1953 Structures opérationnelles et cybernétique, L'année psychologique, 53, fascicule 1, pp. 379-388.
- 1974 Structures et catégories, Logique et analyse, 17, n. 67-68, pp. 223-240.
- 1969 Le structuralisme, Cahiers internationaux de symbolisme, n. 17/18, pp. 73-85.
- 1911-12 Supplément au catalogue des mollusques du canton de Neuchâtel, Bulletin de la Société neuchâteloise des sciences naturelles, 39(1911/12), pp. 74-89.
- 1956 La surestimation de la courbure des arcs de cercles, avec E. Vurpillot, Archives de psychologie, 35, n. 139, pp. 215-232.
- 1924 Das symbolische Denken, in: Praxis, Schweizerische Rundschau für Medizin 17, XIII (28.4.24).
- 1943 Les tâches présentes et futures des instituts de pédagogie curative, Pro Infirmis, 1, n. 9, pp. 280-281.
- 1937 Some of the child's conceptions of time and speed, The psychological bulletin, 34, pp. 702-703.
- 1941 Quelques observations sur le développement psychologique de la notion de temps, compte-rendu des séances de la Société de physique et d'histoire naturelle de Genève, 58, pp. 21-24.
- 1924 Les traits principaux de la logique de l'enfant, Journal de psychologie normale et pathologique, 21, n. 1-3, pp. 48-101.
- 1946 Transpositions perceptives et transitivité opératoire dans les comparaisons en profondeur: essai sur les rapports entre la configuration d'ensemble et la déformation des grandeurs, avec M. Lambercier, Archives de psychologie, 31, n. 124, pp. 325-368.
- 1946 Les trois conditions d'une épistémologie scientifique, Analysis, revue pour la critique des sciences, 1, fasc. 3, pp. 25-32.

### U-Z
- 1951 L'utilité de la logistique en psychologie, L'année psychologique, 50, p. 27-38.
- 1930 La vie sociale de l'enfant, L'école libératrice, (Paris), année 2, n. 9, pp. 226-227, publié aussi in: Archives de psychologie, 62, n. 242, 1994, pp. 183-187.
- 1960 Wahrnehmungskonstanzen und Kausalitätswahrnehmung, Psychologische Beiträge, Bd. 5, H. 1-2, pp. 183-231.
- 1962 Will and action, Bulletin of the Menninger clinic, 26, n. 3, pp. 138-145, three lectures presented as a series to the Menninger school of psychiatry March, 6, 13 and 22, 1961, voir aussi les titres: The stages of the intellectual development of the child, The relation of affectivity to intelligence in the mental development of the child.
- 1909 La Xerophila obvia au canton de Vaud, Le rameau de sapin (Neuchâtel), 43, p. 13.

## Chapitres

### A-C
- 1957 L'actualité de Comenius, introduction, in: Jean Coménius, 1592-1670: pages choisies. Paris: UNESCO, pp. 11-33. Publié aussi comme postface in: Jacques Prévot, L'Utopie éducative: Coménius, Paris, Belin, 1981, pp. 265-283, texte réédité dans Perspectives (UNESCO, Bureau international d'éducation), vol. XXIII, n° 1/2, 1993, p. 175-99.
- 1959 Apprentissage et connaissance, première partie, Paris, Presses univ. de France. (EEG 7), pp. 21-67
- 1974 A propos de la généralisation, in: Gymnase cantonal de Neuchâtel, 1873-1973, Neuchâtel, Attinger, pp. 211-222.
- 1930 Avant-propos de la seconde édition, in: Le langage et la pensée chez l'enfant, par Jean Piaget, 2de édition, Neuchâtel, Paris: Delachaux et Niestlé, pp. 6-8.
- 1935 Avant-propos de la seconde édition, in: Le jugement et le raisonnement chez l'enfant, par Jean Piaget, 2de édition Neuchâtel, Paris, Delachaux et Niestlé, p. v.
- 1947 Avant-propos de la troisième édition, in: Le jugement et le raisonnement chez l'enfant, par Jean Piaget, 3ème édition Neuchâtel, Paris, Delachaux et Niestlé, pp. 9-10.
- 1948 Avant-propos de la troisième édition, in: Le langage et la pensée chez l'enfant, Jean Piaget, 3ème édition Neuchâtel, Paris, Delachaux et Niestlé, pp. 11-12.
- 1964 Avant-propos de la troisième édition, in: La genèse du nombre chez l'enfant, par Jean Piaget et Alina Szeminska, 3ème édition Neuchâtel, Paris, Delachaux et Niestlé, pp. 9-13.
- 1973 Avant-propos, in: L'explication dans les sciences, avec Leo Apostel et Guy Cellérier, Paris, Flammarion, pp. 5-6.
- 1976 Avant-propos, in: Piaget à l'école, par M. Schwebel et J. Raph, traduit de l'américain par H. Etienne, D. Neumann, Paris, Denoël-Gonthier, pp. 5-6.
- 1960 La portée psychologique et épistémologique des essais néo-hulliens de D. Berlyne, in Théorie du comportement et opérations, volume 12 des Études d’épistémologie génétique (partie III), pp. 105-123), Paris, Presses Universitaires de France, 1960.
- 1931 Children's philosophies, in: A handbook of child psychology, édité par Carl Murchison, Worcester Mass., Clark University Press, pp. 377-391.
- 1968 Edouard Claparède, in: International encyclopedia of the social sciences, volume 2, édité par David L. Sills, New York, The Macmillan Co and The Free Press, pp. 501-502.
- 1962 Comments on Lev Vygotsky's critical remarks concerning The language and thought of the child, and Judgment and reasoning in the child, révisé et édité par E. Hanfmann et G. Vakar, Cambridge Mass., The M.I.T. Press, 14 pages, publié aussi in: Archives de psychologie. 1979, 47, n. 183, pp. 237-249.
- 1972 The concept of structure, in: Scientific thought: some underlying concepts, methods and procedures, Paris, Unesco, The Hague, Mouton, pp. 35-56.
- 1967 La conscience, in: L'aventure humaine: encyclopédie des sciences de l'homme, volume 5: L'homme à la découverte de lui-même, Genève, Kister, Paris, Editions de La Grange Batelière, pp. 48-52.
- 1967 La consciencia, in: L’aventure humaine: encyclopédie des sciences de l’homme, volume 5: L’homme à la découverte de lui-même, Genève, Kister, Paris, Editions de La Grange Batelière, pp. 48-52.
- 1980 The constructivist approach: recent studies in genetic epistemology, in: Construction and validation of scientific theories, Genève, Fondation Archives Jean Piaget, pp. 1-7.
- 1952 Contribution à la théorie générale des structures: I. les structures perceptives: II. les structures intellectuelles, in: Thirteenth international congress of psychology, held at the University of Stockholm, July 16th to 21st 1951, proceedings and papers, Stockholm, B. Lagerström, pp. 197-198.
- 1979 Correspondences and transformations, in: The impact of piagetian theory: on education, philosophy, psychiatry, and psychology, par Frank B. Murray, Baltimore, University Park Press, pp. 17-27.
- 1981 Creativity, in: The learning theory of Piaget and Inhelder, par Jeanette M. Gallagher, D. Kim Reid, Monterey CA, Brooks Cole, pp. 221-229.

### D
- 1943 Le développement sociologique de la famille, in: Bericht über den Kongress Pro Familia, Zürich, Pro Juventute, pp. 84-88.
- 1948 Le développement intellectuel de l'enfant, in: Neuropsicologia infantile, atti del Convegno Italo-Svizzero, 1946, Bologna, Editore Cappelli, pp. 105-109.
- 1962 Le développement de l'enfant, in: Le troisième congrès mondial de psychiatrie: comptes rendus, volume 1, Toronto, University of Toronto Press, Montréal, McGill University Press, 1962, pp. 3-6.
- 1930 Le développement de l'esprit de solidarité chez l'enfant, in: Comment faire connaître la Société des Nations et développer l'esprit de coopération internationale, compte rendu des conférences données du 28 juillet au 2 août 1930, Bureau international d'éducation (Genève), pp. 52-55.
- 1955 The development of time concepts in the child, in: Psychopathology of childhood, proceedings of the forty-fourth Annual meeting of the American psychopathological association, held in New York City, June, 1954, édité par Paul H. Hoch et Joseph Zubin, New York, London, Grune and Stratton, pp. 34-44, suivi d'une discussion par Dorothea McCarthy, p. 45-55.
- 1964 Development and Learning, in: Piaget rediscovered: a report of the Conference on cognitive studies and curriculum development, March 1964, édité par Richard E. Ripple et Verne N. Rockcastle, Ithaca NY, School of education Cornell University, pp. 7-20, publié aussi in: Aspects of Piaget's theory of the development of thought, par Frank B. Murray, New York, Simon & Schuster, 1971, pp. 4415/1-4415/19, Readings in child behavior and development, par C. Stendler Lavatelli et F. Stendler, 3ème édition, New York, Harcourt Brace Jovanovich, 1972, pp. 38-46, publié aussi sous le titre Cognitive development in children: development and learning, in: Journal of research in science teaching, 1964, vol. 2, issue 3, p. 176-186, A new look at elementary school science, par Robert Karplus et H. D. Thier, Chicagon, Rand McNally, 1967, pp. 170-187.
- 1964 The development of mental imagery, in: Piaget rediscovered: a report of the Conference on cognitive studies and curriculum development, March 1964, édité par Richard E. Ripple et Verne N. Rockcastle, Ithaca NY, School of education Cornell University, pp. 21-32, 4 conférences de Jean Piaget, voir aussi les titres: Development and learning, Mother structures and the notion of number et Relations between the notions of time and speed.
- 1968 Developmental psychology: a theory of development, in: International encyclopedia of the social sciences, volume 4, édité par David L. Sills, New York, The Macmillan Co and The Free Press, pp. 140-147.
- 1932 Les difficultés psychologiques de l'éducation internationale, in: Comment faire connaître la Société des Nations et développer l'esprit de coopération internationale, Bureau international d'éducation (Genève), pp. 57-76.
- 1945 Discours de Monsieur le professeur Jean Piaget, in: Inauguration du buste de Monsieur Arnold Reymond: œuvre de François L. Simecek, Lausanne, F. Rouge, pp. 17-21.
- 1972 Discours de Jean Piaget, in: Praemium Erasmianum 1972, Amsterdam, Stichting Praemium Erasmianum, pp. 27-32, publié aussi in: L'éducation, 1973, n. 159, p. 26-28.

### E
- 1959 Edouard Claparède (1873-1940), in: Histoire de l'Université de Genève: annexes: historique des facultés et des instituts: 1914-1956. Genève: Librairie de l'Université Georg, pp. 68-69.
- 1954 L'éducation artistique et la psychologie de l'enfant, in: Art et éducation: recueil d'essais, directeur de publication: Edwin Ziegfeld, Paris, UNESCO, pp. 22-23.
- 1965/69 Éducation et instruction depuis 1935, in: Encyclopédie française, tome XV: éducation et instruction, Paris, Société nouvelle de l'encyclopédie française, 1965, pp. 7-49, publié aussi in: Psychologie et pédagogie, par Jean Piaget, Paris, Denoël-Gonthier, 1969, pp. 9-195.
- 1960 EEG 11: Problèmes de la construction du nombre. Introduction, in Problèmes de la construction du nombre, Études d'épistémologie génétique, volume XI, Paris, Presses univ. de France, 1960, pp. 1-68.
- 1962 EEG 16: Implication, formalisation et logique naturelle I. Introduction, Études d'épistémologie génétique, volume 16, pp. 1-7. Paris: Presses Universitaires de France.
- 1962 EEG 16: Implication, formalisation et logique naturelle. VIII. Défense de l'épistémologie génétique, Études d'épistémologie génétique, volume 16, pp. 165-191, Paris, Presses Universitaires de France.
- 1957 EEG1: Introduction
- 1957 EEG1: Partie II - Programme et méthodes de l’épistémologie génétique
- 1968 EEG 22: Cybernétique et épistémologie. Avant-propos
- 1957 L'épistémologie de la relation, In: L'évolution humaine: spéciation et relation, par J. Anthony, Paris, Flammarion, pp. 145-175.
- 1969 L'épistémologie génétique, in: La philosophie contemporaine: chroniques, volume 3: métaphysique, phénoménologie, langage et structure, édité par Raymond Klibansky, Firenze, La Nuova Italia, pp. 243-257.
- 1972 L'épistémologie des relations interdisciplinaires, in: L'interdisciplinarité: problèmes d'enseignement et de recherche dans les universités, Paris, OCDE, pp 131-144, publié aussi in: Internationales Jahrbuch für interdisziplinäre Forschung, 1974, vol.1, pp. 154-172, publié partiellement in: Uni information, 1973, n. 31, pp. 4-8.
- 1977 L'épistémologie des régulations: introduction, in: L'idée de régulation dans les sciences: 2ème volume des Séminaires interdisciplinaires du Collège de France, édité par André Lichnerowicz, F. Perroux, G. Gadoffre, Paris, Maloine, Doin, pp. I-XIII.
- 1961 (EEG 14) Épistémologie des mathématiques. Partie II. Introduction, in: volume 14 des Études d’épistémologie génétique (partie II), pp. 143-148), Paris, Presses Universitaires de France, 1961.
- 1961 (EEG 14) Épistémologie des mathématiques. Partie II. Chapitre 7: Les leçons de l’histoire des relations entre la logique et la psychologie, in: volume 14 des Études d’épistémologie génétique (partie II), pp. 149-175), Paris, Presses Universitaires de France, 1961.
- 1961 (EEG 14) Épistémologie des mathématiques. Partie II. Chapitre 8: Problèmes généraux de la pensée logico-mathématiques. A) Le problème des structures, in: volume 14 des Études d’épistémologie génétique (partie II), pp. 176-204), Paris: Presses Universitaires de France, 1961.
- 1961 (EEG 14) Épistémologie des mathématiques. Partie II. Chapitre 9: Problèmes généraux de la pensée logico-mathématique. B) Evidence, intuition et invention, in: volume 14 des Études d’épistémologie génétique (partie II), pp. 205-241, Paris, Presses Universitaires de France, 1961.
- 1961 (EEG 14) Épistémologie des mathématiques. Partie II. Chapitre 10: Les problèmes psychologiques de la pensée pure, in: volume 14 des Études d’épistémologie génétique (partie II), pp. 242-276, Paris, Presses Universitaires de France, 1961.
- 1961 (EEG 14) Épistémologie des mathématiques. Partie II. Chapitre 11: Quelques convergences entre les analyses formelles et génétiques, in: volume 14 des Études d’épistémologie génétique (partie II), pp. 277-299, Paris, Presses Universitaires de France, 1961.
- 1961 (EEG 14) Épistémologie des mathématiques. Partie II. Chapitre 12: Problèmes épistémologiques à incidences logiques et psychogénétiques, in: volume 14 des Études d’épistémologie génétique (partie II), pp. 300-324, Paris, Presses Universitaires de France, 1961.
- 1961 (EEG 14) Épistémologie des mathématiques. Partie II. Conclusions générales, avec W. Beth, in: volume 14 des Études d’épistémologie génétique (partie II), pp. 325-332, Paris, Presses Universitaires de France, 1961.
- 1977 L'équilibration: thèses additionnelles, in: Épistémologie génétique et équilibration: hommage à Jean Piaget, édition par Bärbel Inhelder, R. Garcia, J. Vonèche, Neuchâtel, Paris, Delachaux et Niestlé, pp. 13-17, réponses de Jean Piaget à la discussion des thèses additionnelles: à Bärbel Inhelder, p. 26-29; à Ilya Prigogine, p. 39-42; à P. Weiss, p. 45; à C. Nowinski, pp. 47-49; à Seymour Papert, pp. 53-54, à Jean-Blaise Grize, pp. 58-60; à Leo Apostel, pp. 63-66; à Pierre Gréco, pp. 72-76 et à H. von Foerster, pp. 90-92, interventions de Jean Piaget à la table ronde sur les thèses: pp. 100, 102-103, 105-106, 109-110, 113-115, 118-119, 120-121, 122, 124, 130-131, 133-134. Remarques finales par Jean Piaget: pp. 135-139.
- 1941 Essai sur la théorie des valeurs qualitatives en sociologie statique (synchronique), in: Études économiques et sociales, publié à l'occasion du XXVème anniversaire de la fondation de la Faculté des sciences économiques et sociales de l'Université de Genève, A. Babel, Genève, Georg, pp. 31-79, publié aussi in: Études sociologiques, par Jean Piaget, Genève, Droz, 1965, pp. 100-142.
- 1913 Étude zoogéographique de quelques dépôts coquilliers quaternaires du Seeland et des environs, in: Mitteilungen der naturforschenden Gesellschaft in Bern, 1913, pp. 105-186.
- 1933 L'évolution sociale et la pédagogie nouvelle, in: Sixième Congrès mondial de la Ligue internationale pour l'éducation nouvelle, compte rendu complet, Nice, France, du 29 juillet au 12 août 1932, London, New education fellowship, pp. 474-484.
- 1970 L'évolution intellectuelle entre l'adolescence et l'âge adulte, in: 3rd International Convention and Awarding of FONEME prizes 1970, Milan, May 9-10, 1970, Milano, FONEME, pp. 149-156.
- 1970 Intellectual evolution from adolescence to adulthood, in: 3rd International Convention and Awarding of FONEME prizes 1970, Milan, May 9-10, 1970, Milano, FONEME, pp. 149-156.
- 1939 Examen des méthodes nouvelles, in: Encyclopédie française, tome 15: éducation et instruction, dirigé par Célestin Bouglé, Paris, Société de gestion de l'Encyclopédie française, Fasc. 28, pp. 1-13.
- 1963 L'explication en psychologie et le parallélisme psychophysiologique, in: P. Fraisse, J. Piaget et M. Reuchlin, Traité de psychologie expérimentale. Volume I, Histoire et méthode, Paris, Presses univ. de France, 1963, pp. 121-152, 2ème édition, 1967, pp. 123-162; 3ème édition, 1970, pp, 131-170; 4ème édition 1976, pp. 137-184; 5ème édition, 1981, pp. 237-185.
- 1976 L'explication en psychologie et le parallélisme psychophysiologique (texte révisé), in: P. Fraisse, J. Piaget et M. Reuchlin, Traité de psychologie expérimentale. Volume I, Histoire et méthode, Paris, Presses univ. de France, 1963, pp. 121-152, 2ème édition, 1967, pp. 123-162; 3ème édition, 1970, pp, 131-170; 4ème édition 1976, pp. 137-184; 5ème édition, 1981, pp. 237-185.
- 1973 L’explication dans les sciences. Introduction: le problème de l’explication, in: L’explication dans les sciences, Genève 25-29 septembre 1970, par Leo Apostel et Guy Cellérier, Paris, Flammarion, 1973, pp. 7-18.
- 1973 L’explication dans les sciences. Remarques finales, in: L’explication dans les sciences: colloque de l’Académie internationale de philosophie des sciences, Genève 25-29 septembre 1970, par Leo Apostel et Guy Cellérier, Paris, Flammarion, pp. 215-232.

### F-G
- 1977 Formulations nouvelles de la structure des groupements et des conservations, in: Psychologie expérimentale et comparée: hommage à Paul Fraisse, par Geneviève Oléron, Paris, Presses Univ. de France, pp. 53-62.
- 1949 La genèse du nombre chez l'enfant: conférence (12 avril 1949), in: Initiation au calcul: enfants de 4 à 7 ans, par Jean Piaget, Paris, Bourrelier, pp. 5-20, conférence donnée en 1949 au Congrès des institutrices d'écoles maternelles de Lyon, suivi d'une discussion, pp. 21-28, des notes prises de cette conférence ont été publiées sous le nom de Jean Piaget et du titre La genèse du nombre, in: Bulletin du groupe d'études de psychologie de l'Université de Paris, 1949-50, vol. 3, p. 38-40.
- 1960 The general problems of the psychobiological development of the child, in: Discussions on child development: a consideration of the biological, psychological, and cultural approaches to the understanding of human development and behaviour, volume 4, par J. M. Tanner et Bärbel Inhelder, London, Tavistock publications, pp. 3-27, commentaires du papier de Jean Piaget par Konrad Lorenz, John Bowlby, Margaret Mead, G. Walter, J. M. Tanner, René Zazzo et Ludwig von Bertalanffy dans ce même volume, pp. 28-77, réponse de Jean Piaget, voir sous le titre: Reply to comments concerning the part played by equilibration processes in the psychobiological development of the child, Réimpression, 1963, 1969, 1971.
- 1965 Genèse et structure en psychologie, in: Entretiens sur les notions de genèse et de structure, Centre culturel international de Cerisy-la-Salle, juillet-août 1959, sous la direction de Maurice de Gandillac, Lucien Goldmann et Jean Piaget, Paris, La Haye, Mouton, 1965, pp. 37-48, discussion du rapport p. 49-61, interventions de Jean Piaget dans les autres discussions de rapports: pp. 18-19, 21, 79-81, 83-84, 158-159, 175-176, publié aussi sous le titre Genèse et structure en psychologie de l'intelligence, in: Six études de psychologie, par Jean Piaget, Genève, Gonthier, 1964, pp. 164-181.

### H-K
- 1978 Die historische Entwicklung und die Psychogenese des Impetus-Begriffs, In: Die Psychologie des 20. Jahrhunderts, Bd. VII: Piaget und die Folgen: Entwicklungspsychologie, Denkpsychologie, Genetische Psychologie, hrsg. von Gerhard Steiner, Zürich, Kindler, 1978, pp. 64-73.
- 1973 How a child's mind grows, in: The neglected years: early childhood, édité par Miriam Miller, New York, United nations children's fund, 1973, pp. 21-36.
- 1968 Identity and conservation, in: On the development of memory and identity, par Jean Piaget, Worcester Mass., Clark Univ. Press with Barre Publishers, 1968, pp. 17-37, publié aussi in: Piaget and his school, édité par Bärbel Inhelder et H. Chipman, New York, Springer, 1976, pp. 89-99, publication originale en langue anglaise.
- 1963 Les images mentales, avec Bärbel Inhelder, in: Jean Piaget, Traité de psychologie expérimentale. Volume VII, L'intelligence, Paris, Presses univ. de France, 1963, pp. 65-108, 3ème édition, 1980, pp. 71-116.
- 1940 L'importance de la psychologie expérimentale pour la détermination des enfants déficients, in: Rapport du 1er Congrès international pour la pédagogie de l'enfance déficiente, hrsg. vom Sekretariat der Internationalen Gesellschaft für Heilpädagogik, Zürich, Leemann, pp. 131-132, résumé de la conférence.
- 1933 L'individualité en histoire: l'individu et la formation de la raison, in: L'individualité: troisième semaine internationale de synthèse, organisée par le Centre international de synthèse, par Maurice Caullery, Paris, Félix Alcan, 1933, publié aussi in: Revue européenne des sciences sociales, 1976, 14, n 38-39, pp. 81-123.
- 1955 L'influence de l'expérience sur la structuration des données sensorielles dans la perception, in: La perception, 2ème symposium de l'Association de psychologie scientifique de langue française, Louvain, 1953, par A. Michotte et Jean Piaget, Paris, Presses Univ. de France, pp. 17-30, rapport de Jean Piaget suivi de: Discussion entre les trois rapporteurs, Discussion Générale, Réponses de Henri Piéron et Jean Piaget, pp. 47-81.
- 1959 L'Institut des sciences de l'éducation (Institut Jean-Jacques Rousseau) de 1912 à 1956, in: Histoire de l'Université de Genève, annexes, historique des facultés et des instituts, Genève, Librairie de l'Université Georg, 1959, pp. 307-316.
- 1942 Intellectual evolution, in: Science and man, twenty-four original essays, édité avec une introduction et une conclusion par Ruth Nanda Anshen, New York, Harcourt Brace, pp. 409-422.
- 1943 Interprétation probabiliste de la loi de Weber et de celle des centrations relatives, Compte rendu des séances de la Société de physique et d'histoire naturelle de Genève, 60, pp. 200-204, note préliminaire d'un article paru en 1944 sous le titre Essai d'interprétation probabiliste de la loi de Weber et de celle des centrations relatives.
- 1953 Intelligenza: I. definizione e generalita: II. fasi di sviluppo dell'intelligenza, in: Enciclopedia medica italiana, volume 5, Firenze, Sansoni edizioni scientifiche, 1953, pp. 617-622.
- 1965 Intellectual development in the preschool child: résumé of paper, in: The educationally subnormal: pre and postschool needs, a report of a one-day National conference held at Senate House, University of London on 19 November 1964, London, National society for mentally handicapped children, pp. 6-7.
- 1966 L'intériorisation des schèmes d'action en opérations réversibles par l'intermédiaire des régulations ou feedbacks, in: 18ème Congrès international de psychologie, 24ème symposium: psychologie de la formation du concept et des activités mentales, Moscou, MGOU, 1966, pp. 6-13, résumé publié in: 18ème Congrès international de psychologie: résumés des communications, volume 3: problèmes du développement psychique et de psychologie sociale, Moscou, Naouka, 1966, p. 470.
- 1967 Intelligence et adaptation biologique, in: Les processus d'adaptation, symposium de l'Association de psychologie scientifique de langue française, Marseille, 1965, par François Bresson, Paris, Presses univ. de France, 1967, pp. 65-81, discussion des textes: P. 139-190.
- 1969 The intellectual development of the adolescent, in: Adolescence: psychosocial perspectives, édité par Gerald Caplan et Serge Lebovici, New York, London, Basic Books, pp. 22-26.
- 1968 Introduction, in: Les premières notions spatiales de l'enfant, par Monique Laurendeau et Adrien Pinard, Neuchâtel, Delachaux et Niestlé, 1968, pp. 5-10.
- 1975 Introduction générale au dialogue connaissance scientifique et philosophie, in: Connaissance scientifique et philosophie, colloque organisé les 16 et 17 mai 1973, par l’Académie royale des sciences, des lettres et des beaux-arts de Belgique à l’occasion du deuxième centenaire de sa fondation, Bruxelles, Palais des académies, 1975, pp. 13-38.
- 1943 Le jeu et l'hygiène mentale de l'enfance, in: L'hygiène mentale des enfants et adolescents, Neuchâtel, Delachaux et Niestlé, pp. 162-168.

### L-M
- 1963 Le langage et les opérations intellectuelles, in: Problèmes de psycholinguistique, Symposium de l'Association de psychologie scientifique de langue française, par Julian de Ajuriaguerra, Paris, Presses univ. de France, 1963, p. 51-72, publié aussi in: Problèmes de psychologie génétique, par Jean Piaget, 1972, pp. 110-125.
- 1955 Les lignes générales de l'épistémologie génétique, in: Actes du deuxième congrès international de l'Union internationale de philosophie des sciences, Neuchâtel, Editions du Griffon, vol. 1, pp. 26-45.
- 1957 Logique et équilibre dans les comportements du sujet, in Études d'épistémologie génétique, volume 2, Paris, Presses Universitaires de France.
- 1965 Logique formelle et psychologie génétique, in: Les modèles et la formalisation du comportement, Paris, Editions du CNRS, 1967, pp. 269-276, discussion du rapport: P. 276-283, interventions de Jean Piaget dans les autres discussions de rapport: P. 65, 211-212, 234-236, 300-301, 318, 340, 344.
- 1968 Mémoire et opérations de l'intelligence, in: Atti del Convegno internazionale sul tema: attuali orientamenti della ricerca sull'apprendimento e la memoria, Sassari e Roma 2-6 maggio 1967, a cura di D. Bovet, F. Bovet-Nitti e A. Oliverio, Roma, Accademia nazionale dei Lincei, 1968, pp. 275-282.
- 1970 Mémoire et intelligence, in: La mémoire, symposium de l'Association de psychologie scientifique de langue française, Genève, 1968, par D. Bovet, Paris, Presses univ. de France, pp. 169-178, discussion du rapport par François Bresson: P. 178-182, interventions de Jean Piaget à la discussion générale: P. 263-266, 272, 297-298, 300-301.
- 1939/69 Les méthodes nouvelles, leurs bases psychologiques, in: Encyclopédie française, tome 15: éducation et instruction, dirigé par Célestin Bouglé, Paris, Société de gestion de l'Encyclopédie française, Fascicule 26, pp. 4-16, publié aussi in: Psychologie et pédagogie, par Jean Piaget, 1969, pp. 197-264.
- 1964 Mother structures and the notion of number, in: Piaget rediscovered, a report of the Conference on cognitive studies and curriculum development, March 1964, édité par Richard E. Ripple et Verne N. Rockcastle, Ithaca NY, School of education Cornell University, pp. 33-39, 4 conférences de Jean Piaget, voir aussi les titres: Development and learning, The development of mental imagery, Relations between the notions of time and speed, publication originale en langue anglaise.

### N-P
- 1969 Nature et méthodes de l'épistémologie, in: Logique et connaissance scientifique, sous la direction de Jean Piaget, Paris, Gallimard (La Pléiade), pp. 1-132.
- 1945 Les opérations logiques et la vie sociale, in: Mélanges d'études économiques et sociales offerts à MM. Edouard Folliet et Liebmann Hersch, Genève, Georg, 1945, publié aussi in: Etudes sociologiques, par Jean Piaget, Genève, Droz, 1965, pp. 143-171.
- 1963 Les opérations intellectuelles et leur développement, avec Bärbel Inhelder, in: Jean Piaget, Traité de psychologie expérimentale. Volume VII, L'intelligence, Paris, Presses univ. de France, 1963, pp. 109-207, 3ème édition mise à jour, 1980, pp. 117-166.
- 1930 Le parallélisme entre la logique et la morale chez l'enfant, in: Ninth International congress of psychology, Yale University, New Haven, Connecticut, 1929, proceedings and papers, Princeton NJ, The psychological review company, pp. 339-340.
- 1963 Le développement des perceptions en fonction de l'âge, in: Paul Fraisse et Jean Piaget, Traité de psychologie expérimentale. Volume VI, La perception, Paris, Presses univ. de France, 1963, pp. 1-162, 2ème édition, 1967.
- 1937 La philosophie de Gustave Juvet, in: A la mémoire de Gustave Juvet (1896-1936), Lausanne, Université de Lausanne, pp. 37-52.
- 1973 Piaget sau destinele psihologiei, avec M. Herivan, in: Meridiane pedagogice: interviuri cu personalitati ale invatamintului, par Mircea Herivan, Bucuresti, Editura didactica si pedagogica, pp. 154-166, publication originale en langue roumaine.
- 1970 Piaget's theory, in Carmichael's manual of psychology, volume 1, édité par Paul H. Mussen, 3ème édition, New York, J. Wiley, pp. 703-732.
- 1968 Postface de la deuxième édition, in: Sagesse et illusions de la philosophie, par Jean Piaget, 2ème édition, Paris, P.U.F., 1968, pp. 287-307.
- 1937 Principal factors determining intellectual evolution from childhood to adult life: a paper delivered at the Harvard tercentenary conference of arts and sciences, in: Factors determining human behavior, par E. Douglas Adrian, Cambridge Mass., Harvard University Press, pp. 32-48, publié aussi in: Organization and pathology of thought: selected sources, commentaires par David Rapaport, New York, Columbia University Press, 1951, pp. 154-175, Outside readings in psychology, par E. L. Hartley et R. E. Hartley, 2ème édition, New York, T. Y. Crowell, 1958, pp. 43-55, publication originale en langue anglaise.
- 1938 Le problème de l'intelligence et de l'habitude: réflexe conditionné, Gestalt ou assimilation, in: Onzième congrès international de psychologie, Paris, 25-31 juillet 1937, rapports et comptes rendus, par Henri Piéron et Ignace Meyerson, Agen, Impression Moderne, pp. 170-183.
- 1954 The problem of consciousness in child psychology: developmental changes in awareness, in: Problems of consciousness: transactions of the Fourth Conference, March 29, 30 and 31, 1953, Princeton, N.J., édité par Harold A. Abramson, New York, J. Macy, pp. 136-147, publication originale en langue anglaise.
- 1960 Problèmes de la psychosociologie de l'enfance, in: Traité de sociologie, par Georges Gurvitch, tome 2, Paris, Presses univ. de France, pp. 229-254, publié aussi in: Revue européenne des sciences sociales, Les sciences sociales: avec et après Jean Piaget, 1976, 14, pp. 161-197.
- 1966 Le problème des mécanismes communs dans les sciences de l'homme, in: Actes du sixième Congrès mondial de sociologie, volume 1: unité et diversité en sociologie, Evian, 4-11 Septembre 1966, Genève, Association internationale de sociologie, pp. 21-48, publié aussi in: L'homme et la société, 1966, vol. 1, n. 2, pp. 3-23.
- 1972 Problems of equilibration, in: Jean Piaget and Bärbel Inhelder: on equilibration: proceedings of the First annual symposium of the Jean Piaget society, May 26, 1971, édité par C. F. Nodine, J. M. Gallagher, R. H. Humphreys, Philadelphia: The Jean Piaget society, 1972, pp. 1-20, Furth's reply to Piaget's paper, pp. 21-29 and Piaget's reply to Furth, pp. 30-31, publication originale en langue anglaise, publié aussi in: Equilibration: theory, research, and application, édité par Marilyn H. Appel et Lois S. Goldberg, New York, Plenum Press, 1977, pp. 3-13, The learning theory of Piaget and Inhelder, par Jeanette M. Gallagher et D. Kim Reid, Monterey, California, Brooks/Cole, 1981, pp. 210-220.
- 1937 Les problèmes, in: Viggo Brondal et Karel Čapek, Vers un nouvel humanisme: entretiens, Paris, Société des nations, Institut international de coopération intellectuelle, pp. 9-84.
- 1930 Les procédés de l'éducation morale: rapport, in: Cinquième Congrès international d'éducation morale (Paris, 1930), Paris, Félix Alcan, pp. 182-219.
- 1923 La psychologie et les valeurs religieuses, in: Sainte-Croix, 1922, édité par l'Association chrétienne d'étudiants de la Suisse romande, Lausanne, Imprimerie La Concorde, pp. 38-82.
- 1950 La psychologie de l'enfant de 1946 à 1948, in: Philosophie, volume XIV: psychologie, phénoménologie et existentialisme, publication entreprise sous les auspices de l'UNESCO, Paris, Hermann, pp. 89-111.
- 1950 La psychologie de l'enfant, in: Philosophie, volume 11: Philosophie des sciences, psychologie, publication entreprise sous les auspices de l'UNESCO, Paris, Hermann, pp. 193-218.
- 1951 Die Psychologie der frühen Kindheit: die geistige Entwicklung von der Geburt bis zum 7. Lebensjahr, avec Bärbel Inhelder, in: Handbuch der Psychologie, hrsg. von David Katz, Basel, B. Schwabe, pp. 232-271, réimpression de ce texte dans la 2ème édition, cop. 1960, p. 275-314 et dans la 3ème édition intitulée Kleines Handbuch der Psychologie, 1972, pp. 275-314, 695-696.
- 1965 Psychology and philosophy, in: Scientific psychology: principles and approches, édité par Benjamin B. Wolman et Ernest Nagel, New York, London, Basic Books, pp. 28-43.
- 1967 Psychologie du psychologue, in: L'aventure humaine: Encyclopédie des sciences de l'homme, volume 5: L'homme à la découverte de lui-même, Genève, Kister, Paris, Editions de La Grange Batelière, pp. 12-16.
- 1972 La psychologie génétique, in: Pédagogie et éducation: évolution des idées et des pratiques contemporaines, recueil de textes présentés et commentés par Michel Salines, Paris, La Haye, Mouton, pp. 219-240, textes extraits de: Six études de psychologie génétique, par Jean Piaget, 1964, pp. 9-15, 89-100, 132-143.
- 1979 La psychogenèse des connaissances et sa signification épistémologique, in: Théories du langage, théories de l'apprentissage, Centre Royaumont pour une science de l'homme: le débat entre Jean Piaget et Noam Chomsky, organisé et recueilli par Massimo Piattelli-Palmarini, Paris, Editions du Seuil, pp. 53-64.

### Q-R
- 1914 Quelques mollusques de Colombie, in: Voyage d'exploration scientifique en Colombie, par O. Fuhrmann et Eug. Mayor, Neuchâtel, Attinger, pp. 253-269.
- 1933 Quelques remarques sur l'égocentrisme de l'enfant: conférence, in: Compte rendu du Congrès international de l'enfance, Paris, 1931, édité sous la direction du Comité d'organisation du Congrès, Paris, Fernand Nathan, pp. 279-287.
- 1966 Qu'est-ce que la psychologie?, in: Université de Genève, séance d'ouverture du semestre d'hiver 1966-67: allocution du recteur, hommage à Jean Piaget, par Denis van Berchem, Paul Fraisse, Jean Piaget, Genève, Georg, 1966, pp. 21-29, publié aussi in: I.S.E. Echo, 1967, n. 9, pp. 10-18, A Jean Piaget: en l'honneur de son 80ème anniversaire, Edition hors commerce, Université de Genève, Faculté de psychologie et des sciences de l'éducation, Centre d'études et de recherches sur les applications psychopédagogiques de l'audiovisuel, 1976, pp. 14-18.
- 1978 Le réel, le possible et le nécessaire, in: Actes du 21e Congrès international de psychologie, Paris, 18-25 juillet 1976. Paris: P.U.F., pp. 249-257.
- 1982 Reflections on James Baldwin, avec J. Vonèche, in: The cognitive-developmental psychology of James Mark Baldwin: current theory and research in genetic epistemology, édité par John M. Broughton et D. John Freeman-Moir, Norwood NJ, Abelx Publishing, pp. 80-86.
- 1928 La règle morale chez l'enfant, in: Zweiter Sommerkurs für Psychologie in Luzern, August 1928, Luzern, Stiftung Lucerna, pp. 32-45.
- 1944 Les relations entre la morale et le droit (étude sociologique), in: Mélanges d'études économiques et sociales offerts à William E. Rappard, Genève, Georg, pp. 19-54, publié aussi in: Etudes sociologiques, par Jean Piaget, 1965, pp. 172-202.
- 1964 Relations between the notions of time and speed in children, in: Piaget rediscovered: a report of the Conference on cognitive studies and curriculum development, March 1964, par Richard E. Ripple et Verne N. Rockcastle, Ithaca NY, School of education Cornell University, pp. 40-48, 4 conférences de Jean Piaget, voir aussi les titres: Development and learning, The development of mental imagery et Mother structures and the notion of number.
- 1937 Remarques psychologiques sur les relations entre la classe logique et le nombre et sur les rapports d'inclusion, in Recueil de travaux publiés à l'occasion du quatrième anniversaire de la fondation de l'Université, juin 1937, Lausanne, F. Rouge, pp. 59-85, intégré dans les premiers paragraphes du chapitre 7 de La genèse du nombre chez l'enfant, par Jean Piaget et Alina Szeminska, Neuchâtel, Paris, Delachaux et Niestlé, 1941.
- 1979 Remarques finales, in: Théories du langage, théories de l'apprentissage, Centre Royaumont pour une science de l'homme: le débat entre Jean Piaget et Noam Chomsky, organisé et recueilli par Massimo Piattelli-Palmarini, Paris, Editions du Seuil, pp. 506-512.
- 1979 Remarques introductives, in: Théories du langage, théories de l'apprentissage, Centre Royaumont pour une science de l'homme: le débat entre Jean Piaget et Noam Chomsky, organisé et recueilli par Massimo Piattelli-Palmarini, Paris, Editions du Seuil, pp. 95-100.
- 1960 Reply to comments concerning the part played by equilibration processes in the psychobiological development of the child, in: Discussions on child development: a consideration of the biological, psychological, and cultural approaches to the understanding of human development and behaviour, volume 4, par J. M. Tanner et Bärbel Inhelder, London, Tavistock publications, pp. 77-83, voir aussi sous le titre: The general problems of the psychobiological development of the child, la 2ème partie du volume 4 contient différentes discussions avec interventions de Piaget, pp. 89-94, 95-96, 98-105, 106, 108-109, 110-111, 116-119, 120-121, 121-123, 124, 126. Réimpr. 1963, 1969, 1971.
- 1979 Réponse à René Thom, in: Théories du langage, théories de l'apprentissage, Centre Royaumont pour une science de l'homme: le débat entre Jean Piaget et Noam Chomsky, organisé et recueilli par Massimo Piattelli-Palmarini, Paris, Editions du Seuil, pp. 510-512.
- 1937 La réversibilité des opérations et l'importance de la notion de groupe pour la psychologie de la pensée, in: Onzième congrès international de psychologie, Paris, 25-31 juillet 1937, rapports et comptes rendus par Henri Piéron et Ignace Meyerson, Agen, Imprimerie Moderne, pp. 433-435.
- 1938 La réversibilité des opérations et l'importance de la notion de groupe pour la psychologie de la pensée, in: Onzième congrès international de psychologie, Paris, 25-31 juillet 1937, rapports et comptes rendus, par Henri Piéron et Ignace Meyerson, Agen, Imprimerie Moderne, pp. 433-434.
- 1915 Révision de quelques mollusques glaciaires du Musée d'histoire naturelle de Berne, in: Mitteilungen der naturforschenden Gesellschaft in Bern aus dem Jahre 1914, pp. 215-277.
- 1950 Le rôle des opérations dans le développement de l'intelligence, avec Bärbel Inhelder, in: Twelfth International congress of psychology, held at the University of Edinburgh, July 23rd to 29th 1948, proceedings and papers, Edinburgh, London, Oliver and Boyd, 1950, pp. 102-103.
- 1977 The role of action in the development of thinking, in: Advances in research and theory, édité par Willis F. Overton et Jeanette M. Gallagher, New York, Plenum Press, pp. 17-42.

### S-Z
- 1950 Schémas mathématiques, biologiques et physiques, in: Etudes de philosophie des sciences: en hommage à Ferdinand Gonseth à l'occasion de son soixantième anniversaire, Neuchâtel, Editions du Griffon, pp. 143-146.
- 1979 Schèmes d'action et apprentissage du langage, in: Théories du langage, théories de l'apprentissage, Centre Royaumont pour une science de l'homme: le débat entre Jean Piaget et Noam Chomsky, organisé et recueilli par Massimo Piattelli-Palmarini, Paris, Editions du Seuil, pp. 247-251.
- 1972 Some aspects of operations, in: Play and development, a symposium with contributions by Jean Piaget, Maria W. Piers, New York, W. W. Norton, pp. 15-27.
- 1947 La soustraction des surfaces partielles congruentes à deux surfaces totales égales, in: Miscellanea psychologica Albert Michotte: études de psychologie offertes à Monsieur Albert Michotte à l'occasion de son jubilé professoral, Louvain, Institut supérieur de philosophie, Paris, J. Vrin, pp. 167-180.
- 1956 Les stades du développement intellectuel de l'enfant et de l'adolescent, in: Le problème des stades en psychologie de l'enfant: Symposium de l'Association de psychologie scientifique de langue française, Genève 1955, par P. Osterrieth et J. Piaget, Paris, Presses Univ. de France, pp. 33-42, précédé d'une introduction par Jean Piaget, pp. 1-3 et suivi d'une discussion entre les rapporteurs, pp. 51-75, avec intervention de Piaget, pp. 56-61, 73-74; et d'une discussion générale, p. 77-113, avec intervention de Piaget, p. 96-99, le texte de l'exposé de Piaget a également été publié dans: Problèmes de psychologie génétique, par Jean Piaget, Paris, Denoël-Gonthier, 1972, pp. 54-66.
- 1955 Les structures mathématiques et les structures opératoires de l'intelligence, in: L'enseignement des mathématiques, par J. Piaget, Neuchâtel, Paris, Delachaux et Niestlé, pp. 11-33, réédité en 1960 et 1965.
- 1962 Le temps et le développement intellectuel de l'enfant, in: La vie et le temps: les générations dans le monde actuel, Rencontres internationales de Genève, 1962, par Paul Chauchard et Jean Piaget, pp. 35-58, interventions de Jean Piaget dans différentes discussions: pp. 179-189, 191-192, 201-202, 206-209, publié aussi in: Problèmes de psychologie génétique, par Jean Piaget, Paris, Denoël-Gonthier, 1972, pp. 7-35, Vers l'éducation nouvelle, 1972, n. 265-267, pp. 5-11, 13-21, 15-19.)
- 1962 Le temps et le développement intellectuel chez l'enfant, La vie et le temps, Rencontres internationales de Genève, Neuchâtel, La Baconnière.
- 1966 Problèmes du temps et de la fonction, les travaux des années 1961-1963 et les Symposiums VII et VIII (juin 1962 et juin 1963) du Centre international d’Epistémologie génétique, in L’épistémologie du temps, volume 20 des Études d’épistémologie génétique, pp. 1-66, Paris, Presses Universitaires de France, 1966.
- 1966 EEG 20, chapitre II: Comparaisons et opérations temporelles en relation avec la vitesse et la fréquence, avec la collaboration de Marianne Meylan-Backs, in L’épistémologie du temps, Études d’épistémologie génétique, volume 20, pp. 67-106.
- 1959 Théodore Flournoy (1854-1920), in: Histoire de l'Université de Genève, annexes, historique des facultés et des instituts, 1914-1956, Genève, Librairie de l'Université Georg, p. 71.
- 1971 The theory of stages in cognitive development, in: Measurement and Piaget: proceedings of the CTB/McGraw-Hill conference on ordinal scales of cognitive development, édité par Donald Ross Green, New York, St. Louis, McGraw-Hill, pp. 1-11, publié aussi in: Aspects of Piaget's theory of the development of thought, édité par Frank B. Murray, New York, Simon & Schuster, 1971, pp. 4417/1-4417/11, The learning theory of Piaget and Inhelder, par Jeanette M. Gallagher et D. Kim Reid, Monterey Calif., Brooks Cole, 1981, pp. 199-209.
- 1970 La situation des sciences de l'homme dans le système des sciences: introduction, in: Tendances principales de la recherche dans les sciences sociales et humaines, première partie: Sciences sociales, Paris, La Haye, Mouton, Paris, Unesco, pp. 1-65, publié aussi in: Epistémologie des sciences de l'homme, par Jean Piaget, 1972, pp. 15-130.
- 1970 La psychologie, in: Tendances principales de la recherche dans les sciences sociales et humaines, première partie: Sciences sociales, Paris, La Haye, Mouton, Paris, Unesco, pp. 274-339, publié aussi in: Epistémologie des sciences de l'homme, par Jean Piaget, 1972, pp. 131-250.
- 1970 Problèmes généraux de la recherche interdisciplinaire et mécanismes communs, in: Tendances principales de la recherche dans les sciences sociales et humaines, première partie: Sciences sociales, Paris, La Haye, Mouton, Paris, Unesco, pp. 559-628, publié aussi in: Epistémologie des sciences de l'homme, par Jean Piaget, 1972, pp. 251-377.
- 1954 La vie et la pensée: du point de vue de la psychologie expérimentale et de l'épistémologie, in: La vie, la pensée, actes du 7ème Congrès des Sociétés de philosophie de langue française, Grenoble, 12-16 septembre 1954, Paris, Presses Univ. de France, pp. 17-23, publié aussi in: Problèmes de psychologie génétique, par Jean Piaget, Paris, Denoël Gonthier, 1972, pp. 162-171.

## Autres
- La notion de justice chez l'enfant, in: Comment faire connaître la Société des Nations et développer l'esprit de coopération internationale, Genève, Bureau international d'éducation, pp. 55-57, 1930.
- Introduction psychologique à l'éducation internationale, in: Comment faire connaître la Société des Nations et développer l'esprit de coopération internationale,  quatrième cours pour le personnel enseignant, Genève, Bureau international d'éducation, 1931, pp. 56-68, 1931.
- Remarques psychologiques sur le self-government, in: Le self-government à l'école, Genève, Bureau international d'éducation, pp. 89-108, 1934.
- Remarques psychologiques sur le travail par équipes, in: Le travail par équipes à l'école, Genève, Bureau international d'éducation, pp. 179-196, 1935.
- Remarques psychologiques sur l'enseignement élémentaire des sciences naturelles, in: L'initiation aux sciences naturelles à l'école primaire, Paris, UNESCO, Genève, Bureau international d'éducation, pp. 35-45, 1949.

## Ouvrages sur Jean Piaget
- Jean-Paul Desbiens, Introduction à un examen philosophique de la psychologie de l'intelligence chez Jean Piaget, Presses de l'Université Laval, 1968.
- Jean-Claude Bringuier, Conversations libres avec Jean Piaget, Robert Laffont, 1977.
- Colette Chiland, Piaget et la psychanalyse. In memoriam Piaget 1896-1980, Psychanalyse à l'université, 1981.
- Marie-Françoise Legendre-Bergeron, Dany Laveault, Lexique de la psychologie du développement de Jean Piaget, Gaëtan Morin éditions, 1983.
- Jean-Jacques Ducret, Michel Grzeskowiak, Alain Perruchoud, Jean Piaget : cheminement dans l'œuvre scientifique, Delachaux et Niestlé.
- Jean-Jacques Ducret, Jean Piaget, Delachaux et Niestlé, 1990.
- Merete Amann-Gainotti, Jean-Jacques Ducret, Jean Piaget, élève de Pierre Janet : l'influence de la psychologie des conduites et les rapports avec la psychanalyse, L'information psychiatrique, 1992.
- Jean-Marc Barrelet, Anne-Nelly Perret-Clermont, Jean Piaget et Neuchâtel: L'apprenti savant, Payot, 1996.
- Mouna Ahdab, Marcelo Salto, Jean Piaget, Josette Lyon, 2000.
- Jean-Jacques Ducret, Méthode clinique-critique piagétienne, Service de la recherche en éducation, 2004.
- Robert R. Traill, Penser par molécule, par synapse, ou toutes les deux ? — Du schéma de Piaget, à la sélection/rédaction du ARNnc, Ondwelle: Melbourne, 2005.
- Laurent Fedi, Piaget disciple de Janet : héritage et convergences, Janetian Studies, 2007.
- Laurent Fedi, Piaget et la conscience morale, PUF, 2008.
- Richard Kohler, Jean Piaget, de la biologie à l'épistémologie, Presses polytechniques et universitaires romandes, 2009.
- Marc Ratcliff, Bonjour Monsieur Piaget. Images d'une vie, Somogy, 2010.
- Robert R. Traill, Une base moléculaire du « schème » piagétien (le code de la mémoire) : Quelques implications surprenantes, Société Jean Piaget, 2012.